# Olympische Sommerspiele 2012/Teilnehmer (Vereinigte Staaten)
| Gelbes Symbol für Goldmedaillen mit stilisierten Olympischen Ringen | Graues Symbol für Silbermedaillen mit stilisierten Olympischen Ringen | Braundes Symbol für Bronzemedaillen mit stilisierten Olympischen Ringen |
| ------------------------------------------------------------------- | --------------------------------------------------------------------- | ----------------------------------------------------------------------- |
| 46                                                                  | 28                                                                    | 30                                                                      |

Die Vereinigten Staaten von Amerika nahmen in London an den Olympischen Spielen 2012 teil. Es war die insgesamt 26. Teilnahme an Olympischen Sommerspielen. Vom United States Olympic Committee wurden 539 Athleten in 25 Sportarten nominiert.

## Medaillen

### Medaillenspiegel
| Platz | Sportart        | Goldmedaille – Olympiasieger | Silbermedaille – 2. Platz | Bronzemedaille – 3. Platz | Gesamt |
| ----- | --------------- | ---------------------------- | ------------------------- | ------------------------- | ------ |
|       | Basketball      | 2                            | –                         | –                         | 2      |
|       | Beachvolleyball | 1                            | 1                         | –                         | 2      |
|       | Bogenschießen   | –                            | 1                         | –                         | 1      |
|       | Boxen           | 1                            | –                         | 1                         | 2      |
|       | Fechten         | –                            | –                         | 1                         | 1      |
|       | Fußball         | 1                            | –                         | –                         | 1      |
|       | Gerätturnen     | 3                            | 1                         | 2                         | 6      |
|       | Judo            | 1                            | –                         | 1                         | 2      |
|       | Leichtathletik  | 9                            | 12                        | 7                         | 28     |
|       | Radsport        | 1                            | 2                         | 1                         | 4      |
|       | Rudern          | 1                            | –                         | 2                         | 3      |
|       | Ringen          | 2                            | –                         | 3                         | 4      |
|       | Schießen        | 3                            | –                         | 1                         | 4      |
|       | Schwimmen       | 16                           | 9                         | 6                         | 31     |
|       | Tennis          | 3                            | –                         | 1                         | 4      |
|       | Taekwondo       | –                            | –                         | 2                         | 2      |
|       | Volleyball      | –                            | 1                         | –                         | 1      |
|       | Wasserball      | 1                            | –                         | –                         | 1      |
|       | Wasserspringen  | 1                            | 1                         | 2                         | 4      |
| Total | Total           | 46                           | 28                        | 30                        | 104    |

### Medaillengewinner

#### Gold
| Name                                                                            | Sportart         | Wettkampf                                  |
| ------------------------------------------------------------------------------- | ---------------- | ------------------------------------------ |
| Aries Merritt                                                                   | Leichtathletik   | 110 m Hürden Männer                        |
| Christian Taylor                                                                | Leichtathletik   | Dreisprung Männer                          |
| Ashton Eaton                                                                    | Leichtathletik   | Zehnkampf Männer                           |
| Christian Taylor                                                                | Leichtathletik   | Dreisprung Männer                          |
| Allyson Felix                                                                   | Leichtathletik   | 200 m Frauen                               |
| Sanya Richards-Ross                                                             | Leichtathletik   | 400 m Frauen                               |
| Brittney Reese                                                                  | Leichtathletik   | Weitsprung Frauen                          |
| Tianna Madison, Allyson Felix, Bianca Knight, Carmelita Jeter                   | Leichtathletik   | 4 × 100-m-Staffel Frauen                   |
| DeeDee Trotter, Allyson Felix, Francena McCorory, Sanya Richards-Ross           | Leichtathletik   | 4 × 400-m-Staffel Frauen                   |
| Team Männer                                                                     | Basketball       | Männer                                     |
| Team Frauen                                                                     | Basketball       | Frauen                                     |
| Misty May-Treanor, Kerri Walsh                                                  | Beach-Volleyball | Frauen                                     |
| Claressa Shields                                                                | Boxen            | Frauen bis 75 kg                           |
| Kristin Armstrong                                                               | Radfahren Straße | Frauen Einzel                              |
| David Boudia                                                                    | Wasserspringer   | Turm 10 m Männer                           |
| Team Frauen                                                                     | Fußball          | Frauen                                     |
| Alexandra Raisman                                                               | Gerätturnen      | Boden Frauen                               |
| Gabrielle Douglas                                                               | Gerätturnen      | Einzel-Mehrkampf Frauen                    |
| Gabrielle Douglas, Alexandra Raisman, McKayla Maroney, Kyla Ross, Jordyn Wieber | Gerätturnen      | Mannschafts-Mehrkampf Frauen               |
| Kayla Harrison                                                                  | Judo             | Frauen bis 78 kg                           |
| Frauen-Achter                                                                   | Rudern           | Frauen Achter                              |
| Vincent Hancock                                                                 | Schießen         | Skeet Männer                               |
| Jamie Lynn Gray                                                                 | Schießen         | Sportgewehr Dreistellungskampf 50 m Frauen |
| Kimberly Rhode                                                                  | Schießen         | Skeet Frauen                               |
| Nathan Adrian                                                                   | Schwimmen        | 100 m Freistil Männer                      |
| Michael Phelps                                                                  | Schwimmen        | 100 m Schmetterling Männer                 |
| Matthew Grevers                                                                 | Schwimmen        | 100 m Rücken Männer                        |
| Tyler Clary                                                                     | Schwimmen        | 200 m Rücken Männer                        |
| Michael Phelps                                                                  | Schwimmen        | 200 m Lagen Männer                         |
| Ryan Lochte                                                                     | Schwimmen        | 400 m Lagen Männer                         |
| Ryan Lochte, Michael Phelps, Conor Dwyer, Ricky Berens                          | Schwimmen        | 4 × 200-m-Freistil-Staffel Männer          |
| Nathan Adrian, Michael Phelps, Matthew Grevers, Brendan Hansen                  | Schwimmen        | 4 × 100-m-Lagen-Staffel Männer             |
| Allison Schmitt                                                                 | Schwimmen        | 200 m Freistil Frauen                      |
| Katie Ledecky                                                                   | Schwimmen        | 800 m Freistil Frauen                      |
| Rebecca Soni                                                                    | Schwimmen        | 200 m Brust Frauen                         |
| Dana Vollmer                                                                    | Schwimmen        | 100 m Schmetterling Frauen                 |
| Missy Franklin                                                                  | Schwimmen        | 100 m Rücken Frauen                        |
| Missy Franklin                                                                  | Schwimmen        | 200 m Rücken Frauen                        |
| Missy Franklin, Dana Vollmer, Allison Schmitt, Shannon Vreeland                 | Schwimmen        | 4 × 200-m-Freistil-Staffel Frauen          |
| Missy Franklin, Dana Vollmer, Allison Schmitt, Rebecca Soni                     | Schwimmen        | 4 × 100-m-Lagen-Staffel Frauen             |
| Serena Williams                                                                 | Tennis           | Damen-Einzel                               |
| Serena Williams, Venus Williams                                                 | Tennis           | Damen-Doppel                               |
| Mike Bryan, Bob Bryan                                                           | Tennis           | Herren-Doppel                              |
| Team Frauen                                                                     | Wasserball       | Frauen                                     |
| Jordan Burroughs                                                                | Ringen           | Freistil Männer bis 74 kg                  |
| Jakob Varner                                                                    | Ringen           | Freistil Männer bis 96 kg                  |

#### Silber
| Name | Sportart         | Wettkampf                         |
| --- | ---------------- | --------------------------------- |
| April Ross, Jennifer Kessy | Beach-Volleyball | Frauen                            |
| Brady Ellison, Jake Kaminski, Jacob Wukie | Bogenschießen    | Mannschaft Männer                 |
| McKayla Maroney | Gerätturnen      | Pferdsprung Frauen                |
| Jason Richardson | Leichtathletik   | 110 m Hürden Männer               |
| Leonel Manzano | Leichtathletik   | 1500 m Männer                     |
| Michael Tinsley | Leichtathletik   | 400 m Hürden Männer               |
| Will Claye | Leichtathletik   | Dreisprung Männer                 |
| Erik Kynard | Leichtathletik   | Hochsprung Männer                 |
| Galen Rupp | Leichtathletik   | 10.000 m Männer                   |
| Bryshon Nellum, Joshua Mance, Tony McQuay, Angelo Taylor | Leichtathletik   | 4 × 400-m-Staffel Männer          |
| Trey Hardee | Leichtathletik   | Zehnkampf Männer                  |
| Carmelita Jeter | Leichtathletik   | 100 m Frauen                      |
| Dawn Harper | Leichtathletik   | 100 m Hürden Frauen               |
| Lashinda Demus | Leichtathletik   | 400 m Hürden Frauen               |
| Brigetta Barrett | Leichtathletik   | Hochsprung Frauen                 |
| Sarah Hammer, Dotsie Bausch, Lauren Tamayo, Jennie Reed | Radfahren        | Mannschaftsverfolgung Frauen      |
| Sarah Hammer | Radfahren        | Omnium Frauen                     |
| Cullen Jones | Schwimmen        | 50 m Freistil Männer              |
| Nick Thoman | Schwimmen        | 100 m Rücken Männer               |
| Michael Phelps | Schwimmen        | 200 m Schmetterling Männer        |
| Ryan Lochte | Schwimmen        | 200 m Lagen Männer                |
| Nathan Adrian, Ricky Berens, Jimmy Feigen, Matt Grevers, Cullen Jones, Jason Lezak, Ryan Lochte, Michael Phelps                                                                                          | Schwimmen        | 4 × 100-m-Freistil-Staffel Männer |
| Allison Schmitt | Schwimmen        | 400 m Freistil Frauen             |
| Rebecca Soni | Schwimmen        | 100 m Brust Frauen                |
| Elizabeth Beisel | Schwimmen        | 400 m Lagen Frauen                |
| Haley Anderson | Schwimmen        | 10 km Freiwasser Frauen           |
| Foluke Akinradewo, Destinee Hooker, Lindsey Berg, Jordan Larson, Nicole Davis, Tamari Miyashiro, Tayyiba Haneef-Park, Danielle Scott-Arruda, Christa Harmotto, Courtney Thompson, Megan Hodge, Logan Tom | Volleyball       | Frauen                            |
| Kelci Bryant, Abigail Johnston | Wasserspringen   | Kunstspringen Synchron Frauen     |

#### Bronze
| Name                                                                                    | Sportart               | Wettkampf                                    |
| --------------------------------------------------------------------------------------- | ---------------------- | -------------------------------------------- |
| Marlen Esparza                                                                          | Boxen                  | Frauen bis 51 kg                             |
| Courtney Hurley, Maya Lawrence, Susie Scanlan, Kelley Hurley                            | Fechten                | Degen Mannschaft Frauen                      |
| Danell Leyva                                                                            | Gerätturnen            | Einzel-Mehrkampf Männer                      |
| Alexandra Raisman                                                                       | Gerätturnen            | Schwebebalken Frauen                         |
| Marti Malloy                                                                            | Judo                   | Frauen bis 57 kg                             |
| Justin Gatlin                                                                           | Leichtathletik         | 100 m Männer                                 |
| Will Claye                                                                              | Leichtathletik         | Weitsprung Männer                            |
| Reese Hoffa                                                                             | Leichtathletik         | Kugelstoßen Männer                           |
| Carmelita Jeter                                                                         | Leichtathletik         | 200 m Frauen                                 |
| DeeDee Trotter                                                                          | Leichtathletik         | 400 m Frauen                                 |
| Kellie Wells                                                                            | Leichtathletik         | 100 m Hürden Frauen                          |
| Janay DeLoach                                                                           | Leichtathletik         | Weitsprung Frauen                            |
| Georgia Gould                                                                           | Radfahren Mountainbike | Frauen                                       |
| Coleman Scott                                                                           | Ringen                 | Männer Freistil bis 60 kg                    |
| Tervel Dlagnev                                                                          | Ringen                 | Männer Freistil bis 125 kg                   |
| Clarissa Chun                                                                           | Ringen                 | Frauen Freistil bis 48 kg                    |
| Charles Cole, Scott Gault, Glenn Ochal, Henrik Rummel                                   | Rudern                 | Vierer ohne Steuermann Männer                |
| Natalie Dell, Kara Kohler, Megan Kalmoe, Adrienne Martelli                              | Rudern                 | Doppelvierer Frauen                          |
| Matthew Emmons                                                                          | Schießen               | Kleinkalibergewehr Dreistellungskampf Männer |
| Peter Vanderkaay                                                                        | Schwimmen              | 400 m Freistil Männer                        |
| Brendan Hansen                                                                          | Schwimmen              | 100 m Brust Männer                           |
| Ryan Lochte                                                                             | Schwimmen              | 200 m Rücken Männer                          |
| Elizabeth Beisel                                                                        | Schwimmen              | 200 m Rücken Frauen                          |
| Caitlin Leverenz                                                                        | Schwimmen              | 200 m Lagen Frauen                           |
| Natalie Coughlin, Missy Franklin, Jessica Hardy, Lia Neal, Allison Schmitt, Amanda Weir | Schwimmen              | 4 × 100-m-Freistil-Staffel Frauen            |
| Terrence Jennings                                                                       | Taekwondo              | Männer bis 68 kg                             |
| Paige McPherson                                                                         | Taekwondo              | Frauen bis 67 kg                             |
| Mike Bryan, Lisa Raymond                                                                | Tennis                 | Mixed                                        |
| David Boudia, Nick McCrory                                                              | Wasserspringen         | Turmspringen Synchron Männer                 |
| Troy Dumais, Kristian Ipsen                                                             | Wasserspringen         | Kunstspringen Synchron Männer                |

## Teilnehmer nach Sportarten

### Badminton
| Athleten                 | Wettbewerb | Gruppenphase                       | Gruppenphase                          | Gruppenphase | Gruppenphase | Achtelfinale  | Achtelfinale  | Viertelfinale | Viertelfinale | Halbfinale    | Halbfinale    | Finale        | Finale        | Rang |
| Athleten                 | Wettbewerb | Gegner                             | Ergebnis                              | Punkte       | Rang         | Gegner        | Ergebnis      | Gegner        | Ergebnis      | Gegner        | Ergebnis      | Gegner        | Ergebnis      | Rang |
| ------------------------ | ---------- | ---------------------------------- | ------------------------------------- | ------------ | ------------ | ------------- | ------------- | ------------- | ------------- | ------------- | ------------- | ------------- | ------------- | ---- |
| Frauen                   |            |                                    |                                       |              |              |               |               |               |               |               |               |               |               |      |
| Rena Wang                | Einzel     | Wang X.                            | 0:2 (8:21, 6:21)                      | –            | –            | ausgeschieden | ausgeschieden | ausgeschieden | ausgeschieden | ausgeschieden | ausgeschieden | ausgeschieden | ausgeschieden | 17   |
| Männer                   |            |                                    |                                       |              |              |               |               |               |               |               |               |               |               |      |
| Howard Bach Tony Gunawan | Doppel     | Koo K. K. Tan B. H. Jung J. Lee Y. | 0:2 (12:21, 14:21) 0:2 (14:21, 19:21) | 0:4 (89:126) | 4            | ausgeschieden | ausgeschieden | ausgeschieden | ausgeschieden | ausgeschieden | ausgeschieden | ausgeschieden | ausgeschieden | 13   |

### Basketball
| Wettbewerb    | Frauen | Männer |
| ------------- | --- | --- |
| Athleten      | Seimone Augustus – Minnesota Lynx Sue Bird – Seattle Storm Swin Cash – Seattle Storm Tamika Catchings – Indiana Fever Tina Charles – Connecticut Sun Sylvia Fowles – Chicago Sky Asjha Jones – Connecticut Sun Angel McCoughtry – Atlanta Dream Maya Moore – Minnesota Lynx Candace Parker – Los Angeles Sparks Diana Taurasi – Phoenix Mercury Lindsay Whalen – Minnesota Lynx | Carmelo Anthony – New York Knicks Kobe Bryant – Los Angeles Lakers Tyson Chandler – New York Knicks Anthony Davis – New Orleans Hornets Kevin Durant – Oklahoma City Thunder James Harden – Oklahoma City Thunder Andre Iguodala – Philadelphia 76ers LeBron James – Miami Heat Kevin Love – Minnesota Timberwolves Chris Paul – Los Angeles Clippers Russell Westbrook – Oklahoma City Thunder Deron Williams – Brooklyn Nets |
| Trainer       | Geno Auriemma | Mike Krzyzewski |
| Gruppenphase  | Kroatien (81:56) Angola (90:38) Türkei (89:58) Tschechien (88:61) Volksrepublik China (114:66) | Frankreich (98:71) Tunesien (110:63) Nigeria (156:73) Litauen (99:94) Argentinien (126:97) |
| Viertelfinale | Kanada (91:48) | Australien (119:86) |
| Halbfinale    | Australien (86:73) | Argentinien (109:83) |
| Finale        | Frankreich (86:50) | Spanien (107:100) |
| Platzierung   | Gold | Gold |

### Beachvolleyball
| Athleten                      | Gruppenphase                                                                | Gruppenphase                                                          | Gruppenphase | Gruppenphase | Achtelfinale            | Achtelfinale       | Viertelfinale            | Viertelfinale             | Halbfinale              | Halbfinale                | Finale                  | Finale             | Rang                         |
| Athleten                      | Gegner                                                                      | Ergebnis                                                              | Punkte       | Rang         | Gegner                  | Ergebnis           | Gegner                   | Ergebnis                  | Gegner                  | Ergebnis                  | Gegner                  | Ergebnis           | Rang                         |
| ----------------------------- | --------------------------------------------------------------------------- | --------------------------------------------------------------------- | ------------ | ------------ | ----------------------- | ------------------ | ------------------------ | ------------------------- | ----------------------- | ------------------------- | ----------------------- | ------------------ | ---------------------------- |
| Frauen                        |                                                                             |                                                                       |              |              |                         |                    |                          |                           |                         |                           |                         |                    |                              |
| Jennifer Kessy April Ross     | A. Gallay / V. Zonta M. van Iersel / S. Keizer E. Baquerizo / L. Fernandez  | 2:0 (21:11, 21:18) 2:1 (21:15, 12:21, 15:8) 2:1 (21:19, 19:21, 19:17) | 6            | 1            | S. Kuhn N. Zumkehr      | 2:0 (21:15, 21:19) | K. Kolocová M. Sluková   | 2:0 (25:23, 21:18)        | L. França J. Felisberta | 2:1 (15:21, 21:19, 15:12) | K. Walsh M. May-Treanor | 0:2 (16:21, 16:21) | Silbermedaille – 2. Platz    |
| Kerri Walsh Misty May-Treanor | N. Cook / T. Hinchley K. Kolocová / M. Sluková D. Schwaiger / S. Schwaiger  | 2:0 (21:18, 21:19) 2:0 (21:14 21:19) 2:1 (17:21, 21:8, 15:10)         | 6            | 1            | M. van Iersel S. Keizer | 2:0 (21:13, 21:12) | G. Cicolari M. Menegatti | 2:0 (21:13, 21:13)        | Zhang X. Xue C.         | 2:0 (22:20, 22:20)        | J. Kessy A. Ross        | 2:0 (21:16, 21:16) | Goldmedaille – Olympiasieger |
| Männer                        |                                                                             |                                                                       |              |              |                         |                    |                          |                           |                         |                           |                         |                    |                              |
| Phil Dalhausser Todd Rogers   | K. Asahi / K. Shiratori A. Gavira / P. Herrera P. Benes / P. Kubala         | 2:0 (21:15, 21:16) 2:1 (19:21, 21:16, 15:13) 2:0 (21:13, 21:15)       | 6            | 1            | P. Nicolai D. Lupo      | 0:2 (17:21, 19:21) | ausgeschieden            | ausgeschieden             | ausgeschieden           | ausgeschieden             | ausgeschieden           | ausgeschieden      | 9                            |
| Jacob Gibb Sean Rosenthal     | G. Goldschmidt / F. Chiya G. Fijalek / M. Prudel A. Samoilovs / R. Sorokins | 2:0 (21:10, 21:11) 0:2 (17:21, 18:21) 2:0 (21:10, 21:11)              | 5            | 1            | K. Semenov S. Prokopiev | 2:0 (21:14, 22:20) | M. Plavins J. Smedins    | 1:2 (21:19, 18:21, 11:15) | ausgeschieden           | ausgeschieden             | ausgeschieden           | ausgeschieden      | 5                            |

### Bogenschießen
| Athleten                                    | Wettbewerb | Qualifikation | Qualifikation | 1. Runde         | 1. Runde | 2. Runde                    | 2. Runde      | Achtelfinale  | Achtelfinale  | Viertelfinale                                      | Viertelfinale | Halbfinale                                    | Halbfinale    | Finale                                                 | Finale        | Rang                      |
| Athleten                                    | Wettbewerb | Ringe         | Rang          | Gegner           | Ergebnis | Gegner                      | Ergebnis      | Gegner        | Ergebnis      | Gegner                                             | Ergebnis      | Gegner                                        | Ergebnis      | Gegner                                                 | Ergebnis      | Rang                      |
| ------------------------------------------- | ---------- | ------------- | ------------- | ---------------- | -------- | --------------------------- | ------------- | ------------- | ------------- | -------------------------------------------------- | ------------- | --------------------------------------------- | ------------- | ------------------------------------------------------ | ------------- | ------------------------- |
| Frauen                                      |            |               |               |                  |          |                             |               |               |               |                                                    |               |                                               |               |                                                        |               |                           |
| Miranda Leek                                | Einzel     | 656           | 14            | Kateryna Palekha | 6-2      | Pia Lionetti                | 4-6           | ausgeschieden | ausgeschieden | ausgeschieden                                      | ausgeschieden | ausgeschieden                                 | ausgeschieden | ausgeschieden                                          | ausgeschieden |                           |
| Jennifer Nichols                            | Einzel     | 654           | 15            | Chekrovolu Swuro | 6-5      | Bischindeegiin Urantungalag | 4-6           | ausgeschieden | ausgeschieden | ausgeschieden                                      | ausgeschieden | ausgeschieden                                 | ausgeschieden | ausgeschieden                                          | ausgeschieden |                           |
| Khatuna Lorig                               | Einzel     | 669           | 4             | Sherab Zam       | 6-0      | Louise Laursen              | 6-4           | Cheng Ming    | 7-3           | Bérengère Schuh                                    | 6-2           | Ki Bo-bae                                     | 2-6           | ausgeschieden                                          | ausgeschieden |                           |
| Miranda Leek Jennifer Nichols Khatuna Lorig | Mannschaft | 1979          | 2             | –                | –        | –                           | –             | Freilos       | Freilos       | Cheng Ming Fang Yuting Xu Jing Volksrepublik China | 213-218       | ausgeschieden                                 | ausgeschieden | ausgeschieden                                          | ausgeschieden |                           |
| Männer                                      |            |               |               |                  |          |                             |               |               |               |                                                    |               |                                               |               |                                                        |               |                           |
| Brady Ellison                               | Einzel     | 676           | 10            | Mark Javier      | 7-1      | Taylor Worth                | 1-7           | ausgeschieden | ausgeschieden | ausgeschieden                                      | ausgeschieden | ausgeschieden                                 | ausgeschieden | ausgeschieden                                          | ausgeschieden |                           |
| Jake Kaminski                               | Einzel     | 670           | 18            | Dan Olaru        | 5-6      | ausgeschieden               | ausgeschieden | ausgeschieden | ausgeschieden | ausgeschieden                                      | ausgeschieden | ausgeschieden                                 | ausgeschieden | ausgeschieden                                          | ausgeschieden |                           |
| Jacob Wukie                                 | Einzel     | 673           | 12            | Jayanta Talukdar | 6-0      | Bård Nesteng                | 2-6           | ausgeschieden | ausgeschieden | ausgeschieden                                      | ausgeschieden | ausgeschieden                                 | ausgeschieden | ausgeschieden                                          | ausgeschieden |                           |
| Brady Ellison Jake Kaminski Jacob Wukie     | Mannschaft | 2019          | 4             | –                | –        | –                           | –             | Freilos       | Freilos       | Takaharu Furukawa Yu Ishizu Hideki Kikuchi Japan   | 220-219       | Im Dong-hyun Kim Bub-min Oh Jin-hyek Südkorea | 224-219       | Michele Frangilli Marco Galiazzo Mauro Nespoli Italien | 218-219       | Silbermedaille – 2. Platz |

### Boxen
| Athleten          | Wettbewerb                    | 1. Runde                 | 1. Runde | Achtelfinale     | Achtelfinale | Viertelfinale | Viertelfinale | Halbfinale | Halbfinale | Finale                    | Finale   | Rang                         |
| Athleten          | Wettbewerb                    | Gegner                   | Ergebnis | Gegner           | Ergebnis     | Gegner        | Ergebnis      | Gegner     | Ergebnis   | Gegner                    | Ergebnis | Rang                         |
| ----------------- | ----------------------------- | ------------------------ | -------- | ---------------- | ------------ | ------------- | ------------- | ---------- | ---------- | ------------------------- | -------- | ---------------------------- |
| Frauen            |                               |                          |          |                  |              |               |               |            |            |                           |          |                              |
| Marlen Esparza    | Fliegengewicht 48–51 kg       | –                        | –        | Magliocco Karlha | 24:16        | CanCan Ren    | 8:10          |            |            | Bronzemedaille – 3. Platz |          |                              |
| Queen Underwood   | Halbweltergewicht 57–60 kg    | –                        | –        | Natascha Jonas   | 13:21        | –             | –             | –          | –          | –                         | –        | 9                            |
| Claressa Shields  | Halbschwergewicht 69–75 kg    | –                        | –        | Freilos          | Freilos      | Anna Laurell  | 18:14         | M. Wolnowa | 29:15      | N. Torlopowa              | 19:12    | Goldmedaille – Olympiasieger |
| Männer            |                               |                          |          |                  |              |               |               |            |            |                           |          |                              |
| Rau’Shee Warren   | Fliegengewicht bis 52 kg      | –                        | –        | Nordine Oubaali  | 18:19        | –             | –             | –          | –          | –                         | –        | 9                            |
| Joseph Diaz       | Bantamgewicht bis 56 kg       | Pavlo Ischenko           | 19:9     | Lázaro Álvarez   | 15:21        | –             | –             | –          | –          | –                         | –        | 9                            |
| José Ramírez      | Halbweltergewicht bis 60 kg   | Rachid Azzedine          | 21:20    | F. Gʻoibnazarov  | 11:15        | –             | –             | –          | –          | –                         | –        | 9                            |
| Jamel Herring     | Halbweltergewicht bis 64 kg   | D. Jeleussinow           | 9:19     | –                | –            | –             | –             | –          | –          | –                         | –        | 17                           |
| Errol Spence      | Weltergewicht bis 69 kg       | Myke Ribeiro de Carvalho | 16:10    | Krishan Vikas    | 15:13        | A. Samkowoi   | 11:16         | –          | –          | –                         | –        | 5                            |
| Terrell Gausha    | Weltergewicht bis 75 kg       | Andranik Hakobyan        | RSC      | Vijender         | 15:16        | –             | –             | –          | –          | –                         | –        | 9                            |
| Marcus Browne     | Halbschwergewicht bis 81 kg   | Damien Hooper            | 11:13    | –                | –            | –             | –             | –          | –          | –                         | –        |                              |
| Michael Hunter    | Schwergewicht bis 91 kg       | –                        | –        | Artur Beterbijew | 10:10        | –             | –             | –          | –          | –                         | –        | 9                            |
| Dominic Breazeale | Superschwergewicht über 91 kg | –                        | –        | Magomed Omarov   | 8:19         | –             | –             | –          | –          | –                         | –        | 9                            |

### Fechten
| Athleten                                                | Wettbewerb         | 1. Runde       | 1. Runde | 2. Runde                | 2. Runde      | Achtelfinale           | Achtelfinale  | Viertelfinale    | Viertelfinale | Halbfinale          | Halbfinale    | Finale        | Finale        | Rang          |
| Athleten                                                | Wettbewerb         | Gegner         | Ergebnis | Gegner                  | Ergebnis      | Gegner                 | Ergebnis      | Gegner           | Ergebnis      | Gegner              | Ergebnis      | Gegner        | Ergebnis      | Rang          |
| ------------------------------------------------------- | ------------------ | -------------- | -------- | ----------------------- | ------------- | ---------------------- | ------------- | ---------------- | ------------- | ------------------- | ------------- | ------------- | ------------- | ------------- |
| Frauen                                                  |                    |                |          |                         |               |                        |               |                  |               |                     |               |               |               |               |
| Susie Scanlan                                           | Degen Einzel       | Olena Krywyzka | 13:15    | ausgeschieden           | ausgeschieden | ausgeschieden          | ausgeschieden | ausgeschieden    | ausgeschieden | ausgeschieden       | ausgeschieden | ausgeschieden | ausgeschieden | ausgeschieden |
| Courtney Hurley                                         | Degen Einzel       | –              | –        | Laura Flessel-Colovic   | 12:15         | ausgeschieden          | ausgeschieden | ausgeschieden    | ausgeschieden | ausgeschieden       | ausgeschieden | ausgeschieden | ausgeschieden | ausgeschieden |
| Maya Lawrence                                           | Degen Einzel       | –              | –        | Mara Navarria           | 15:12         | Rossella Fiamingo      | 7:15          | ausgeschieden    | ausgeschieden | ausgeschieden       | ausgeschieden | ausgeschieden | ausgeschieden | ausgeschieden |
| Susie Scanlan Courtney Hurley Maya Lawrence             | Degen Mannschaft   | –              | –        | –                       | –             | –                      | –             | Italien          | 45:35         | Südkorea            | 36:45         | Russland      | 31:30         | Bronze        |
| Nicole Ross                                             | Florett Einzel     | Freilos        | Freilos  | Inès Boubakri           | 8:15          | ausgeschieden          | ausgeschieden | ausgeschieden    | ausgeschieden | ausgeschieden       | ausgeschieden | ausgeschieden | ausgeschieden | ausgeschieden |
| Nzingha Prescod                                         | Florett Einzel     | Freilos        | Freilos  | Aida Mohamed            | 10:15         | ausgeschieden          | ausgeschieden | ausgeschieden    | ausgeschieden | ausgeschieden       | ausgeschieden | ausgeschieden | ausgeschieden | ausgeschieden |
| Lee Kiefer                                              | Florett Einzel     | Freilos        | Freilos  | Monica Peterson         | 15:10         | Jung Gil-ok            | 15:13         | Arianna Errigo   | 10:15         | ausgeschieden       | ausgeschieden | ausgeschieden | ausgeschieden | ausgeschieden |
| Nicole Ross Nzingha Prescod Lee Kiefer Doris Willette   | Florett Mannschaft | –              | –        | –                       | –             | Freilos                | Freilos       | Südkorea         | 31:45         | Japan               | 44:22         | Polen         | 39:45         | 6             |
| Dagmara Wozniak                                         | Säbel Einzel       | –              | –        | Salma Mahran            | 15:6          | Azza Besbes            | 15:13         | Sofja Welikaja   | 13:15         | ausgeschieden       | ausgeschieden | ausgeschieden | ausgeschieden | ausgeschieden |
| Mariel Zagunis                                          | Säbel Einzel       | –              | –        | Diah Permatasari        | 15:7          | Seira Nakayama         | 15:9          | Zhu Min          | 15:6          | Kim Ji-yeon         | 13:15         | Olha Charlan  | 10:15         | 4             |
| Männer                                                  |                    |                |          |                         |               |                        |               |                  |               |                     |               |               |               |               |
| Weston Kelsey                                           | Degen Einzel       | –              | –        | Li Guojie               | 8:7           | Nikolai Novosjolov     | 15:11         | Silvio Fernández | 15:9          | Rubén Limardo       | 5:6           | Jung Jin-sun  | 11:12         | 4             |
| Soren Thompson                                          | Degen Einzel       | –              | –        | Jörg Fiedler            | 4:15          | ausgeschieden          | ausgeschieden | ausgeschieden    | ausgeschieden | ausgeschieden       | ausgeschieden | ausgeschieden | ausgeschieden | ausgeschieden |
| Race Imboden                                            | Florett Einzel     | Freilos        | Freilos  | Guilherme Toldo         | 15:5          | Andrea Baldini         | 9:15          | ausgeschieden    | ausgeschieden | ausgeschieden       | ausgeschieden | ausgeschieden | ausgeschieden | ausgeschieden |
| Miles Chamley-Watson                                    | Florett Einzel     | Freilos        | Freilos  | Alaaeldin Abouelkassem  | 10:15         | ausgeschieden          | ausgeschieden | ausgeschieden    | ausgeschieden | ausgeschieden       | ausgeschieden | ausgeschieden | ausgeschieden | ausgeschieden |
| Alexander Massialas                                     | Florett Einzel     | Freilos        | Freilos  | Étienne Lalonde-Turbide | 15:6          | Alexei Tscheremissinow | 6:15          | ausgeschieden    | ausgeschieden | ausgeschieden       | ausgeschieden | ausgeschieden | ausgeschieden | ausgeschieden |
| Race Imboden Miles Chamley-Watson Alexander Massialas   | Florett Mannschaft | –              | –        | –                       | –             | Freilos                | Freilos       | Frankreich       | 45:39         | Italien             | 24:45         | Deutschland   | 27:45         | 4             |
| Daryl Homer                                             | Säbel Einzel       | Freilos        | Freilos  | Tiberiu Dolniceanu      | 15:11         | Alexei Jakimenko       | 15:14         | Rareș Dumitrescu | 13:15         | ausgeschieden       | ausgeschieden | ausgeschieden | ausgeschieden | ausgeschieden |
| James Williams                                          | Säbel Einzel       | Freilos        | Freilos  | Nikolai Kowaljow        | 12:15         | ausgeschieden          | ausgeschieden | ausgeschieden    | ausgeschieden | ausgeschieden       | ausgeschieden | ausgeschieden | ausgeschieden | ausgeschieden |
| Timothy Morehouse                                       | Säbel Einzel       | Freilos        | Freilos  | Weniamin Reschetnikow   | 15:6          | Dsmitryj Lapkes        | 15:13         | Diego Occhiuzzi  | 9:15          | ausgeschieden       | ausgeschieden | ausgeschieden | ausgeschieden | ausgeschieden |
| Daryl Homer James Williams Timothy Morehouse Jeff Spear | Säbel Mannschaft   | –              | –        | –                       | –             | –                      | –             | Russland         | 33:45         | Volksrepublik China | 28:45         | Belarus       | 35:45         | 8             |

### Fußball
| Wettbewerb    | Frauen |
| ------------- | --- |
| Athleten      | Nicole Barnhart Shannon Boxx Rachel Buehler Lauren Cheney Tobin Heath Amy LePeilbet Sydney Leroux Carli Lloyd Heather Mitts Alex Morgan Kelley O’Hara Heather O’Reilly Christie Rampone Megan Rapinoe Amy Rodriguez Becky Sauerbrunn Hope Solo Abby Wambach |
| Trainer       | Schweden Pia Sundhage |
| Gruppenphase  | Frankreich 4:2 (2:2) Kolumbien 3:0 (1:0) Nordkorea 1:0 (1:0) |
| Viertelfinale | Neuseeland 2:0 (1:0) |
| Halbfinale    | Kanada 4:3 n. V. (3:3, 0:1) |
| Finale        | Japan 2:1 (1:0) |
| Platzierung   | Gold |

### Gewichtheben
| Athleten        | Wettbewerb        | Reißen  | Reißen | Stoßen  | Stoßen | Zweikampf | Zweikampf | Rang |
| Athleten        | Wettbewerb        | Gewicht | Rang   | Gewicht | Rang   | Gewicht   | Rang      | Rang |
| --------------- | ----------------- | ------- | ------ | ------- | ------ | --------- | --------- | ---- |
| Frauen          |                   |         |        |         |        |           |           |      |
| Sarah Robles    | Klasse über 75 kg | 265 kg  |        | 120 kg  |        | 145 kg    | 7         | 7    |
| Holley Mangold  | Klasse über 75 kg | 240 kg  |        | 105 kg  |        | 135 kg    | 10        | 10   |
| Männer          |                   |         |        |         |        |           |           |      |
| Kendrick Farris | Klasse bis 85 kg  | 155 kg  |        | 200 kg  |        | 355 kg    | 10        | 10   |

### Hockey
| Wettbewerb        | Frauen |
| ----------------- | --- |
| Athleten          | Kayla Smedley Lauren Crandall Rachael Dawson Katelyn Falgowski Melissa Gonzales Michelle Kasold Claire Laubach Caroline Nichols Katie O’Donnell Keli Smith Puzo Julie Reinprecht Katie Reinprecht Paige Selenski Amy Swensen Shannon Taylor Michelle Vitesse |
| Trainer           | Lee Bodimeade |
| Gruppenphase      | Deutschland 1:2 (0:2) Argentinien 1:0 (1:0) Australien 0:1 (0:1) Neuseeland 2:3 (2:2) Südafrika 0:7 (0:4) |
| Platzierungsspiel | Spiel um Platz 11: Belgien 1:2 (1:1) |
| Halbfinale        | ausgeschieden |
| Finale            | ausgeschieden |
| Platzierung       | 12 |

### Judo
Bei dem Judoka Nicholas Delpopolo ergab eine während der Wettkämpfe genommene Urinprobe einen Dopingbefund (Cannabis). Delpopolo legte keinen Widerspruch ein, wurde disqualifiziert und von den Spielen ausgeschlossen.
| Athleten       | Wettbewerb        | 1. Runde          | 1. Runde           | Achtelfinale             | Achtelfinale         | Viertelfinale     | Viertelfinale    | Hoffnungsrunde Halbfinale    | Hoffnungsrunde Halbfinale | Halbfinale       | Halbfinale      | Hoffnungsrunde Finale  | Hoffnungsrunde Finale | Finale        | Finale        | Rang          |
| Athleten       | Wettbewerb        | Gegner            | Ergebnis           | Gegner                   | Ergebnis             | Gegner            | Ergebnis         | Gegner                       | Ergebnis                  | Gegner           | Ergebnis        | Gegner                 | Ergebnis              | Gegner        | Ergebnis      | Rang          |
| -------------- | ----------------- | ----------------- | ------------------ | ------------------------ | -------------------- | ----------------- | ---------------- | ---------------------------- | ------------------------- | ---------------- | --------------- | ---------------------- | --------------------- | ------------- | ------------- | ------------- |
| Frauen         |                   |                   |                    |                          |                      |                   |                  |                              |                           |                  |                 |                        |                       |               |               |               |
| Marti Malloy   | Klasse bis 57 kg  | Telma Monteiro    | 001 SUG (GS) – 000 | Yadinis Amaris           | 100 SON – 000        | Irina Sabludina   | 0012 (GS) – 0011 | -                            | -                         | Corina Căprioriu | 0001 – 1001 UNA | Giulia Quintavalle     | 100 KUG – 001         | -             | -             | 5             |
| Kayla Harrison | Klasse bis 78 kg  | Freilos           | Freilos            | Wera Moskaljuk           | 100 JG – 000         | Abigél Joó        | 101 OSG – 010    | -                            | -                         | Mayra Aguiar     | 101 JG – 000    | -                      | -                     | Gemma Gibbons | 002 KUB – 000 | Gold          |
| Männer         |                   |                   |                    |                          |                      |                   |                  |                              |                           |                  |                 |                        |                       |               |               |               |
| Nick Delpopolo | Klasse bis 73 kg  | Cheung Chi Yip    | 020 UKG – 000      | Dirk van Tichelt         | 001 UMG – 000        | Wang Ki-Chun      | 000 – 000(GS)    | Saindschargalyn Njam-Otschir | 0011 P29 – 0002           | ausgeschieden    | ausgeschieden   | ausgeschieden          | ausgeschieden         | ausgeschieden | ausgeschieden | ausgeschieden |
| Travis Stevens | Klasse bis 81 kg  | Aljaž Sedej       | 101 JG – 0002      | Awtandil Tschrikischwili | 1001 HAD (GS) – 0001 | Leandro Guilheiro | 1010 SON – 000   | -                            | -                         | Ole Bischof      | 000 – 000 (GS)  | Antoine Valois-Fortier | 000 – 011 TGM         | -             | -             | 5             |
| Kyle Vashkulat | Klasse bis 100 kg | Ramziddin Sayidov | 000 – 100 OSG      | ausgeschieden            | ausgeschieden        | ausgeschieden     | ausgeschieden    | ausgeschieden                | ausgeschieden             | ausgeschieden    | ausgeschieden   | ausgeschieden          | ausgeschieden         | ausgeschieden | ausgeschieden | ausgeschieden |

### Kanu

#### Kanurennsport
| Athleten       | Wettbewerb | Vorlauf      | Vorlauf | Halbfinale   | Halbfinale | Finale   | Finale | Rang |
| Athleten       | Wettbewerb | Zeit         | Rang    | Zeit         | Rang       | Zeit     | Rang   | Rang |
| -------------- | ---------- | ------------ | ------- | ------------ | ---------- | -------- | ------ | ---- |
| Frauen         |            |              |         |              |            |          |        |      |
| Carrie Johnson | K-1 200 m  | 43,355 s     | 22      | 43,321 s     | 23         | –        | –      | 23   |
| Carrie Johnson | K-1 500 m  | 1:53,983 min | 14      | 1:54,628 min | 17         | –        | –      | 17   |
| Männer         |            |              |         |              |            |          |        |      |
| Tim Hornsby    | K-1 200 m  | 36,560 s     | 16      | 37,660 s     | 15         | 39,370 s | 15     | 15   |

#### Kanuslalom
| Athleten               | Wettbewerb | Vorlauf  | Vorlauf | Halbfinale | Halbfinale | Finale | Finale | Rang |
| Athleten               | Wettbewerb | Zeit     | Rang    | Zeit       | Rang       | Zeit   | Rang   | Rang |
| ---------------------- | ---------- | -------- | ------- | ---------- | ---------- | ------ | ------ | ---- |
| Frauen                 |            |          |         |            |            |        |        |      |
| Caroline Queen         | K-1        | 117,05 s | 17      | –          | –          | –      | –      | 17   |
| Männer                 |            |          |         |            |            |        |        |      |
| Scott Parsons          | K-1        | 94,16 s  | 16      | –          | –          | –      | –      | 16   |
| Casey Eichfeld         | C-1        | 97.04 s  | 14      | –          | –          | –      | –      | 14   |
| Eric Hurd Jeff Larimer | C-2        | 109,78 s | 12      | –          | –          | –      | –      | 12   |

### Leichtathletik
Laufen und Gehen
| Athleten                                                                            | Wettbewerb        | Vorlauf      | Vorlauf | Halbfinale  | Halbfinale | Finale       | Finale | Rang                         |
| Athleten                                                                            | Wettbewerb        | Zeit         | Rang    | Zeit        | Rang       | Zeit         | Rang   | Rang                         |
| ----------------------------------------------------------------------------------- | ----------------- | ------------ | ------- | ----------- | ---------- | ------------ | ------ | ---------------------------- |
| Frauen                                                                              |                   |              |         |             |            |              |        |                              |
| Carmelita Jeter                                                                     | 100 m             | 10,83 s      | 1       | 10,83 s     | 1          | 10,78 s      | 2      | Silbermedaille – 2. Platz    |
| Tianna Madison                                                                      | 100 m             | 10,97 s      | 5       | 10,92 s     | 5          | 10,85 s      | 4      | 4                            |
| Allyson Felix                                                                       | 100 m             | 11,01 s      | 8       | 10,94 s     | 6          | 10,89 s      | 5      | 5                            |
| Carmelita Jeter                                                                     | 200 m             | 22,65 s      | 6       | 22,39 s     | 5          | 22,14 s      | 3      | Bronzemedaille – 3. Platz    |
| Allyson Felix                                                                       | 200 m             | 22,71 s      | 9       | 22,31 s     | 2          | 21,88 s      | 1      | Goldmedaille – 1. Platz      |
| Sanya Richards-Ross                                                                 | 200 m             | 22,48 s      | 1       | 22,30 s     | 1          | 22,39 s      | 5      | 5                            |
| Sanya Richards-Ross                                                                 | 400 m             | 51,78 s      | 12      | 50,07 s     | 4          | 49,55 s      | 1      | Goldmedaille – 1. Platz      |
| Francena McCorory                                                                   | 400 m             | 50,78 s      | 3       | 50,19 s     | 6          | 50,33 s      | 7      | 7                            |
| DeeDee Trotter                                                                      | 400 m             | 50,87 s      | 5       | 49,87 s     | 2          | 49,72 s      | 3      | Bronzemedaille – 3. Platz    |
| Alysia Montaño                                                                      | 800 m             | 2:00,47 min  | 1       | 1:58,42 min | 4          | 1:57,93 min  | 5      | 5                            |
| Geena Gall                                                                          | 800 m             | 2:03,85 min  | 18      | 2:05,76 min | 24         | –            | –      | –                            |
| Alice Schmidt                                                                       | 800 m             | 2:01,65 min  | 11      | 2:01,63 min | 17         | –            | –      | –                            |
| Morgan Uceny                                                                        | 1500 m            | 4:06,87 min  | 9       | 4:05,34 min | 13         | –            | –      | DNF                          |
| Shannon Rowbury                                                                     | 1500 m            | 4:06,03 min  | 7       | 4:05,47 min | 15         | 4:11,26 min  | 6      | 6                            |
| Jennifer Simpson                                                                    | 1500 m            | 4:13,81 min  | 32      | 4:06,89 min | 22         | –            | –      | –                            |
| Julie Culley                                                                        | 5000 m            |              |         | –           | –          | 15:28,22 min | 14     | 14                           |
| Molly Huddle                                                                        | 5000 m            |              |         | –           | –          | 15:20,29 min | 11     | 11                           |
| Kim Conley                                                                          | 5000 m            | 15:14,48 min | 22      | –           | –          | –            | –      | 22                           |
| Amy Hastings                                                                        | 10.000 m          |              |         | –           | –          | 31:10,69 min | 11     | 11                           |
| Lisa Uhl                                                                            | 10.000 m          |              |         | –           | –          | 31:12,80 min | 13     | 13                           |
| Janet Bawcom                                                                        | 10.000 m          |              |         | –           | –          | 31:12,68 min | 12     | 12                           |
| Desiree Davila                                                                      | Marathon          | –            | –       | –           | –          | –            | –      | DNF                          |
| Shalane Flanagan                                                                    | Marathon          | –            | –       | –           | –          | 2:25:51 h    | 10     | 10                           |
| Kara Goucher                                                                        | Marathon          | –            | –       | –           | –          | 2:26:07 h    | 11     | 11                           |
| Dawn Harper                                                                         | 100 m Hürden      | 12,75 s      | 6       | 12,46 s     | 2          | 12,37 s      | 2      | Silbermedaille – 2. Platz    |
| Kellie Wells                                                                        | 100 m Hürden      | 12,69 s      | 3       | 12,51 s     | 3          | 12,48 s      | 3      | Bronzemedaille – 3. Platz    |
| LoLo Jones                                                                          | 100 m Hürden      | 12,68 s      | 2       | 12,71 s     | 7          | 12,58 s      | 4      | 4                            |
| Lashinda Demus                                                                      | 400 m Hürden      | 54,60 s      | 5       | 54,08 s     | 3          | 52,77 s      | 2      | Silbermedaille – 2. Platz    |
| Georganne Moline                                                                    | 400 m Hürden      | 54,31 s      | 4       | 54,74 s     | 7          | 53,92 s      | 5      | 5                            |
| T'erea Brown                                                                        | 400 m Hürden      | 54,72 s      | 7       | 54,21 s     | 5          | 55,07 s      | 6      | 6                            |
| Emma Coburn                                                                         | 3000 m Hindernis  | 9:27,51 min  | 11      | –           | –          | 9:23,54 min  | 9      | 9                            |
| Bridget Franek                                                                      | 3000 m Hindernis  | 9:29,86 min  | 14      | –           | –          | 9:45,51 min  | 14     | 14                           |
| Shalaya Kipp                                                                        | 3000 m Hindernis  | 9:48,33 min  | 29      | –           | –          | –            | –      | 29                           |
| Tianna Madison Allyson Felix Bianca Knight Carmelita Jeter                          | 4 × 100-m-Staffel | 41,64 s      | 1       | –           | –          | 40,82 s (WR) | 1      | Goldmedaille – Olympiasieger |
| DeeDee Trotter Allyson Felix Francena McCorory Sanya Richards-Ross                  | 4 × 400-m-Staffel | 3:22,09 min  | 1       | –           | –          | 3:16,87 min  | 1      | Goldmedaille – Olympiasieger |
| Maria Michta                                                                        | 20 km Gehen       | –            | –       | –           | –          | 1:32:27 h    | 29     | 29                           |
| Männer                                                                              |                   |              |         |             |            |              |        |                              |
| Justin Gatlin                                                                       | 100 m             | 9,97 s       | 2       | 9,82 s      | 1          | 8,79 s       | 3      | Bronzemedaille – 3. Platz    |
| Tyson Gay                                                                           | 100 m             | 10,08 s      | 8       | 9,90 s      | 4          | 9,80 s       | 4      | 4                            |
| Ryan Bailey                                                                         | 100 m             | 9,88 s       | 1       | 9,96 s      | 7          | 9,88 s       | 5      | 5                            |
| Wallace Spearmon                                                                    | 200 m             | 20,47 s      | 7       | 20,02 s     | 2          | 19,90 s      | 4      | 4                            |
| Maurice Mitchell                                                                    | 200 m             | 20,54 s      | 11      | 20,56 s     | 14         | –            | –      | –                            |
| Isiah Young                                                                         | 200 m             | 20,55 s      | 12      | 20,89 s     | 22         | –            | –      | –                            |
| LaShawn Merritt                                                                     | 400 m             | DNF          | –       | –           | –          | –            | –      | –                            |
| Bryshon Nellum                                                                      | 400 m             | 45,29 s      | 10      | 45,02 s     | 9          | –            | –      | –                            |
| Tony McQuay                                                                         | 400 m             | 45,48 s      | 18      | 45,31 s     | 14         | –            | –      | –                            |
| Nick Symmonds                                                                       | 800 m             | 1:45,91 min  | 5       | 1:44,87 min | 7          | 1:42,95 min  | 5      | 5                            |
| Khadevis Robinson                                                                   | 800 m             | 1:47,17 min  | 25      | –           | –          | –            | –      | –                            |
| Duane Solomon                                                                       | 800 m             | 1:46,05 min  | 9       | 1:44,93 min | 8          | 1:42,82 min  | 4      | 4                            |
| Leonel Manzano                                                                      | 1500 m            | 3:37,00 min  | 6       | 3:42,94 min | 17         | 3:34,79 min  | 2      | Silbermedaille – 2. Platz    |
| Matthew Centrowitz                                                                  | 1500 m            | 3:41,39 min  | 24      | 3:34,90 min | 5          | 3:35,17 min  | 4      | 4                            |
| Andrew Wheating                                                                     | 1500 m            | 3:40,92 min  | 18      | 3:44,88 min | 22         | –            | –      | –                            |
| Galen Rupp                                                                          | 5000 m            | 13:17,65 min | 6       | –           | –          | 13:45,04 min | 7      | 7                            |
| Bernard Lagat                                                                       | 5000 m            | 13:15,45 min | 4       | –           | –          | 13:42,99 min | 4      | 4                            |
| Lopez Lomong                                                                        | 5000 m            | 13:26,16 min | 16      | –           | –          | 13:48,19 min | 10     | 10                           |
| Matthew Tegenkamp                                                                   | 10.000 m          | –            | –       | –           | –          | 28:18,26 min | 19     | 19                           |
| Galen Rupp                                                                          | 10.000 m          | –            | –       | –           | –          | 27:30,90 min | 2      | Silbermedaille – 2. Platz    |
| Dathan Ritzenhein                                                                   | 10.000 m          | –            | –       | –           | –          | 27:45,89 min | 13     | 13                           |
| Mebrahtom Keflezighi                                                                | Marathon          | –            | –       | –           | –          | 2:11:06 h    | 4      | 4                            |
| Abdihakem Abdirahman                                                                | Marathon          | –            | –       | –           | –          | –            | –      | DNF                          |
| Ryan Hall                                                                           | Marathon          | –            | –       | –           | –          | –            | –      | DNF                          |
| Aries Merritt                                                                       | 110 m Hürden      | 13,07 s      | 1       | 12,94 s     | 1          | 12,92 s      | 1      | Goldmedaille – 1. Platz      |
| Jason Richardson                                                                    | 110 m Hürden      | 13,33 s      | 6       | 13,13 s     | 3          | 13,04 s      | 2      | Silbermedaille – 2. Platz    |
| Jeff Porter                                                                         | 110 m Hürden      | 13,53 s      | 20      | 13,41 s     | 11         | –            | –      | 11                           |
| Angelo Taylor                                                                       | 400 m Hürden      | 49,29 s      | 13      | 47,95 s     | 3          | 48,25 s      | 5      | 5                            |
| Michael Tinsley                                                                     | 400 m Hürden      | 49,13 s      | 5       | 48,18 s     | 6          | 47,91 s      | 2      | Silbermedaille – 2. Platz    |
| Kerron Clement                                                                      | 400 m Hürden      | 48,48 s      | 2       | 48,12 s     | 5          | 49,15 s      | 8      | 8                            |
| Evan Jager                                                                          | 3000 m Hindernis  | 8:16,61 min  | 2       | –           | –          | 8:23,87 min  | 6      | 6                            |
| Donald Cabral                                                                       | 3000 m Hindernis  | 8:21,46 min  | 10      | –           | –          | 8:25,91 min  | 8      | 8                            |
| Kyle Alcorn                                                                         | 3000 m Hindernis  | 8:37,11 min  | 28      | –           | –          | –            | –      | 28                           |
| Tyson Gay, Ryan Bailey, Trell Kimmons, Justin Gatlin, Jeffery Demps (Vorlauf)       | 4 × 100-m-Staffel | 37,38 s      | 1       | –           | –          | 37,04 s      | 2      | DSQ                          |
| Bryshon Nellum, Joshua Mance, Tony McQuay, Angelo Taylor, Manteo Mitchell (Vorlauf) | 4 × 400-m-Staffel | 2:58,87 min  | 2       | –           | –          | 2:57,05 min  | 2      | Silbermedaille – 2. Platz    |
| Trevor Barron                                                                       | 20 km Gehen       | –            | –       | –           | –          | 1:22:46 h    | 26     | 26                           |
| John Nunn                                                                           | 50 km Gehen       | –            | –       | –           | –          | 4:03:28 h    | 43     | 43                           |

Zusätzlich wurden für einen Staffeleinsatz bei den Frauen Jeneba Tarmoh, Bianca Knight, Lauryn Williams, Diamond Dixon und Keshia Baker und bei den Männern Mike Rodgers, Darvis Patton, Trell Kimmons, Ronell Mance, Manteo Mitchell und Jeremy Wariner nominiert.
Springen und Werfen
| Athleten                  | Wettbewerb     | Qualifikation         | Qualifikation | Finale                | Finale | Rang                         |
| Athleten                  | Wettbewerb     | Weite/Höhe            | Rang          | Weite/Höhe            | Rang   | Rang                         |
| ------------------------- | -------------- | --------------------- | ------------- | --------------------- | ------ | ---------------------------- |
| Frauen                    |                |                       |               |                       |        |                              |
| Brittney Reese            | Weitsprung     | 6,57 m                | 9             | 7,12 m                | 1      | Goldmedaille – 1. Platz      |
| Chelsea Hayes             | Weitsprung     | 6,37 m                | 16            | –                     | –      | –                            |
| Janay Deloach             | Weitsprung     | 6,81 m                | 2             | 6,89 m                | 3      | Bronzemedaille – 3. Platz    |
| Amanda Smock              | Dreisprung     | 13,61 m               | 27            | −                     | −      | 27                           |
| Chaunté Howard Lowe       | Hochsprung     | 1,93 m                | 2             | 1,97 m                | 6      | 6                            |
| Brigetta Barrett          | Hochsprung     | 1,93 m                | 10            | 2,03 m                | 2      | Silbermedaille – 2. Platz    |
| Amy Acuff                 | Hochsprung     | 1,85 m                | 20            | –                     | –      | 20                           |
| Jennifer Suhr             | Stabhochsprung | 4,55 m                | 1             | 4,75 m                | 1      | Goldmedaille – 1. Platz      |
| Becky Holliday            | Stabhochsprung | 4,55 m                | 10            | 4,45 m                | 9      | 9                            |
| Lacy Janson               | Stabhochsprung | 4,40 m                | 15            | –                     | –      | 15                           |
| Stephanie Brown Trafton   | Diskuswurf     | 64,89 m               | 5             | 63,01 m               | 8      | 8                            |
| Aretha Thurmond           | Diskuswurf     | 59,39 m               | 25            | –                     | –      | 25                           |
| Gia Lewis-Smallwood       | Diskuswurf     | 61,44 m               | 15            | –                     | –      | 15                           |
| Amber Campbell            | Hammerwurf     | 69,93 m               | 13            | -                     | -      | 13                           |
| Amanda Bingson            | Hammerwurf     | 67,29 m               | 28            | -                     | -      | 28                           |
| Jessica Cosby             | Hammerwurf     | 69,65 m               | 14            | -                     | -      | 14                           |
| Brittany Borman           | Speerwurf      | 59,27 m               | 15            | -                     | -      | 15                           |
| Kara Patterson            | Speerwurf      | 56,23 m               | 31            | -                     | -      | 31                           |
| Rachel Yurkovich          | Speerwurf      | 57,92 m               | 24            | -                     | -      | 24                           |
| Jillian Camarena-Williams | Kugelstoßen    | 18,22 m               | 15            | -                     | -      | 15                           |
| Michelle Carter           | Kugelstoßen    | 18,63 m               | 7             | 19,42 m               | 5      | 5                            |
| Tia Brooks                | Kugelstoßen    | 17,72 m               | 19            | -                     | -      | 19                           |
| Männer                    |                |                       |               |                       |        |                              |
| Marquise Goodwin          | Weitsprung     | 8,11 m                | 2             | 7,80 m                | 10     | 10                           |
| Will Claye                | Weitsprung     | 7,99 m                | 8             | 8,12 m                | 3      | Bronzemedaille – 3. Platz    |
| George Kitchens           | Weitsprung     | 6,84 m                | 39            | -                     | -      | 39                           |
| Christian Taylor          | Dreisprung     | 17,21 m               | 1             | 17,81 m               | 1      | Goldmedaille – Olympiasieger |
| Will Claye                | Dreisprung     | 16,87 m               | 7             | 17,62 m               | 2      | Silbermedaille – 2. Platz    |
| Jamie Nieto               | Hochsprung     | 2,26 m                | 7             | 2,29 m                | 6      | 6                            |
| Erik Kynard               | Hochsprung     | 2,29 m                | 3             | 2,33 m                | 2      | Silbermedaille – 2. Platz    |
| Jesse Williams            | Hochsprung     | 2,29 m                | 3             | 2,25 m                | 9      | 9                            |
| Brad Walker               | Stabhochsprung | 5,60 m                | 4             | kein gültiger Versuch | 13     | 13                           |
| Jeremy Scott              | Stabhochsprung | 5,50 m                | 15            | -                     | -      | 15                           |
| Derek Miles               | Stabhochsprung | kein gültiger Versuch | 25            | -                     | -      | 25                           |
| Lance Brooks              | Diskuswurf     | 61,17 m               | 21            | -                     | -      | 21                           |
| Jarred Rome               | Diskuswurf     | 59,57 m               | 31            | -                     | -      | 31                           |
| Jason Young               | Diskuswurf     | 62,18 m               | 18            | -                     | -      | 18                           |
| Kibwe Johnson             | Hammerwurf     | 77,17 m               | 5             | 74,95 m               | 9      | 9                            |
| Alfred George Kruger      | Hammerwurf     | 72,13 m               | 25            | -                     | -      | 25                           |
| Craig Kinsley             | Speerwurf      | 78,18 m               | 23            | -                     | -      | 23                           |
| Sean Furey                | Speerwurf      | 72,81 m               | 37            | -                     | -      | 37                           |
| Cyrus Hostetler           | Speerwurf      | 75,76 m               | 32            | -                     | -      | 32                           |
| Reese Hoffa               | Kugelstoßen    | 21,36 m               | 1             | 21,23 m               | 3      |                              |
| Ryan Whiting              | Kugelstoßen    | 20,78 m               | 4             | 20,64 m               | 9      | 9                            |
| Christian Cantwell        | Kugelstoßen    | 20,41 m               | 9             | 21,19 m               | 4      | 4                            |

Mehrkampf
| Athletinnen        | 100 m Hürden | 100 m Hürden | Hochsprung | Hochsprung | Kugelstoßen | Kugelstoßen | 200 m   | 200 m  | Weitsprung | Weitsprung | Speerwurf | Speerwurf | 800 m       | 800 m  | Punkte | Rang |
| Athletinnen        | Zeit         | Punkte       | Höhe       | Punkte     | Weite       | Punkte      | Zeit    | Punkte | Weite      | Punkte     | Weite     | Punkte    | Zeit        | Punkte | Punkte | Rang |
| ------------------ | ------------ | ------------ | ---------- | ---------- | ----------- | ----------- | ------- | ------ | ---------- | ---------- | --------- | --------- | ----------- | ------ | ------ | ---- |
| Siebenkampf Frauen |              |              |            |            |             |             |         |        |            |            |           |           |             |        |        |      |
| Hyleas Fountain    | 12,70 s      | 1170         | 1,86 m     | 2224       | 11,99 m     | 2884        | 23,64 s | 3900   | 6,05 m     | 4765       | 21,60 m   | 5084      | DNS         | –      | –      | DNF  |
| Sharon Day         | 13,57 s      | 1040         | 1,77 m     | 1981       | 14,28 m     | 2794        | 24,36 s | 3740   | 5,85 m     | 4544       | 43,90 m   | 5286      | 2:11,31 min | 6232   | 6232   | 16   |
| Chantae McMillan   | 13,49 s      | 1052         | 1,68 m     | 1882       | 14,92 m     | 2738        | 25,25 s | 3602   | 5,37 m     | 4265       | 49,78 m   | 5121      | 2:40,55 min | 5688   | 5688   | 29   |

| Athleten         | 100 m   | 100 m  | Weitsprung | Weitsprung | Kugelstoßen | Kugelstoßen | Hochsprung | Hochsprung | 400 m   | 400 m  | 110 m Hürden | 110 m Hürden | Diskuswurf | Diskuswurf | Stabhochsprung | Stabhochsprung | Speerwurf | Speerwurf | 1500 m      | 1500 m | Punkte | Rang                      |
| Athleten         | Zeit    | Punkte | Weite      | Punkte     | Weite       | Punkte      | Höhe       | Punkte     | Zeit    | Punkte | Zeit         | Punkte       | Weite      | Punkte     | Höhe           | Punkte         | Weite     | Punkte    | Zeit        | Punkte | Punkte | Rang                      |
| ---------------- | ------- | ------ | ---------- | ---------- | ----------- | ----------- | ---------- | ---------- | ------- | ------ | ------------ | ------------ | ---------- | ---------- | -------------- | -------------- | --------- | --------- | ----------- | ------ | ------ | ------------------------- |
| Zehnkampf Männer |         |        |            |            |             |             |            |            |         |        |              |              |            |            |                |                |           |           |             |        |        |                           |
| Ashton Eaton     | 10,35 s | 1011   | 8,03 m     | 1068       | 14,66 m     | 769         | 2,05 m     | 850        | 46,90 s | 963    | 13,56 s      | 1032         | 42,53 m    | 716        | 5,20 m         | 972            | 61,96 m   | 767       | 4:33,59 min | 721    | 8869   | Goldmedaille – 1. Platz   |
| Trey Hardee      | 10,42 s | 994    | 7,53 m     | 942        | 15,28 m     | 807         | 1,99 m     | 794        | 48,11 s | 904    | 13,54 s      | 1035         | 48,26 m    | 834        | 4,80 m         | 849            | 66,65 m   | 838       | 4:40,94 min | 674    | 8671   | Silbermedaille – 2. Platz |

### Moderner Fünfkampf
| Athleten           | Fechten | Fechten | Schwimmen   | Schwimmen | Reiten  | Reiten | Combined     | Combined | Punkte | Rang |
| Athleten           | Bilanz  | Punkte  | Zeit        | Punkte    | Zeit    | Punkte | Zeit         | Punkte   | Punkte | Rang |
| ------------------ | ------- | ------- | ----------- | --------- | ------- | ------ | ------------ | -------- | ------ | ---- |
| Frauen             |         |         |             |           |         |        |              |          |        |      |
| Margaux Isaksen    | 22–13   | 928     | 2:18,53 min | 1140      | 61,56 s | 1120   | +48,51 s     | 2144     | 5332   | 4    |
| Suzanne Stettinius | 11–14   | 664     | 2:22,29 min | 1096      | 71,40 s | 1120   | +1:36,84 min | 1952     | 4832   | 28   |
| Männer             |         |         |             |           |         |        |              |          |        |      |
| Dennis Bowsher     | 12–23   | 688     | 2:05,15 min | 1300      | 81,36 s | 1076   | +1:08,17 min | 2260     | 5324   | 32   |

### Radsport

#### Bahn
| Athleten                                             | Wettbewerb            | Qualifikation | Qualifikation | Finals       | Finals | Rang                      |
| Athleten                                             | Wettbewerb            | Zeit          | Rang          | Zeit         | Rang   | Rang                      |
| ---------------------------------------------------- | --------------------- | ------------- | ------------- | ------------ | ------ | ------------------------- |
| Frauen                                               |                       |               |               |              |        |                           |
| Sarah Hammer Dotsie Bausch Jennie Reed Lauren Tamayo | Mannschaftsverfolgung | 3:19,406 min  | 2             | 3:16,853 min | 2      | Silbermedaille – 2. Platz |
| Männer                                               |                       |               |               |              |        |                           |
| Jimmy Watkins                                        | Sprint                | 10,247 s      | 12            | –            | 6      | 6                         |

Mehrkampf
| Omnium Frauen |          |    |    |    |   |              |    |   |              |    |    |                           |
| Sarah Hammer  | 14,369 s | 5  | 25 | 5  | 2 | 3:29,554 min | 1  | 2 | 35,900 s     | 4  | 19 | Silbermedaille – 2. Platz |
| Omnium Männer |          |    |    |    |   |              |    |   |              |    |    |                           |
| Bobby Lea     | 13,559 s | 10 | 8  | 12 | 8 | 4:30,127 min | 11 | 7 | 1:04,853 min | 13 | 61 | 12                        |

#### Straße
| Athleten           | Wettbewerb       | Zeit         | Rang                    |
| ------------------ | ---------------- | ------------ | ----------------------- |
| Frauen             |                  |              |                         |
| Kristin Armstrong  | Straßenrennen    | 3:36:16 h    | 35                      |
| Amber Neben        | Straßenrennen    | 3:36:20 h    | 36                      |
| Evelyn Stevens     | Straßenrennen    | 3:35:56 h    | 24                      |
| Shelley Olds       | Straßenrennen    | 3:35:56 h    | 7                       |
| Kristin Armstrong  | Einzelzeitfahren | 37:34,82 min | Goldmedaille – 1. Platz |
| Amber Neben        | Einzelzeitfahren | 38:45,17 min | 7                       |
| Männer             |                  |              |                         |
| Tyler Farrar       | Straßenrennen    | 5:46:37 h    | 33                      |
| Christopher Horner | Straßenrennen    | 5:46:46 h    | 93                      |
| Tejay van Garderen | Straßenrennen    | 5:47:31 h    | 104                     |
| Timothy Duggan     | Straßenrennen    | 5:46:37 h    | 88                      |
| Taylor Phinney     | Straßenrennen    | 5:46:05 h    | 4                       |
| Taylor Phinney     | Einzelzeitfahren | 52:38,07 min | 4                       |

#### Mountainbike
| Athleten       | Wettbewerb    | Zeit    | Rang                      |
| -------------- | ------------- | ------- | ------------------------- |
| Frauen         |               |         |                           |
| Lea Davison    | Cross-Country | 1:35:14 | 11                        |
| Georgia Gould  | Cross-Country | 1:32:00 | Bronzemedaille – 3. Platz |
| Männer         |               |         |                           |
| Samuel Schultz | Cross-Country | 1:32:29 | 15                        |
| Todd Wells     | Cross-Country | 1:31:28 | 10                        |

#### BMX
| Athleten      | Wettbewerb | Qualifikation | Qualifikation | Viertelfinale | Viertelfinale | Halbfinale | Halbfinale | Finale   | Finale | Rang |
| Athleten      | Wettbewerb | Zeit          | Rang          | Punkte        | Rang          | Punkte     | Rang       | Zeit     | Rang   | Rang |
| ------------- | ---------- | ------------- | ------------- | ------------- | ------------- | ---------- | ---------- | -------- | ------ | ---- |
| Frauen        |            |               |               |               |               |            |            |          |        |      |
| Brooke Crain  | Race       | –             | DNF           | –             | –             | 14         | 3          | 40,286   | 8      | 8    |
| Alise Post    | Race       | 39,890        | 8             | –             | –             | 18         | 6          | –        | –      | 12   |
| Männer        |            |               |               |               |               |            |            |          |        |      |
| David Herman  | Race       | 38,955        | 15            | 18            | 3             | 15         | 5          | –        | –      | 10   |
| Connor Fields | Race       | 38,431        | 4             | 3             | 1             | 6          | 1          | 1:03,033 | 7      | 7    |
| Nic Long      | Race       | 38,601        | 7             | 19            | 5             | –          | –          | –        | –      | 17   |

### Reiten
| Dressur                                                                 |            |             |      |
| Athleten                                                                | Wettbewerb | Prozent     | Rang |
| Jan Ebeling auf Rafalca                                                 | Einzel     | 69,302      | 28   |
| Tina Konyot aus Calecto V                                               | Einzel     | 70,651      | 25   |
| Steffen Peters auf Ravel                                                | Einzel     | 77,286      | 17   |
| Adrienne Lyle auf Wizard                                                | Einzel     | 69,468      | 35   |
| Jan Ebeling Tina Konyot Steffen Peters                                  | Mannschaft | 72,435      | 6    |
| Springreiten                                                            |            |             |      |
| Athleten                                                                | Wettbewerb | Strafpunkte | Rang |
| Rich Fellers auf Flexible                                               | Einzel     | 5           | 8    |
| Reed Kessler auf Cylana                                                 | Einzel     | 10          | 47   |
| Beezie Madden auf Via Volo                                              | Einzel     | 42          | 72   |
| McLain Ward auf Antares                                                 | Einzel     | 12          | 29   |
| Rich Fellers Reed Kessler Beezie Madden McLain Ward                     | Mannschaft | 28          | 6    |
| Vielseitigkeit                                                          |            |             |      |
| Athleten                                                                | Wettbewerb | Minuspunkte | Rang |
| William Coleman auf Twizzel                                             | Einzel     | 84,70       | 37   |
| Tiana Coudray auf Ringwood Magister                                     | Einzel     | 88,60       | 40   |
| Phillip Dutton aus Mystery Whisper                                      | Einzel     | 82,10       | 23   |
| Boyd Martin aus Otis Barbotiere                                         | Einzel     |             | -    |
| Karen O’Connor auf Mr. Medicott                                         | Einzel     | 53,80       | 9    |
| William Coleman Tiana Coudray Phillip Dutton Boyd Martin Karen O’Connor | Mannschaft | 208,60      | 7    |

### Rhythmische Sportgymnastik
| Athletinnen  | Wettbewerb       | Qualifikation | Qualifikation | Finale | Finale | Rang |
| Athletinnen  | Wettbewerb       | Punkte        | Rang          | Punkte | Rang   | Rang |
| ------------ | ---------------- | ------------- | ------------- | ------ | ------ | ---- |
| Frauen       |                  |               |               |        |        |      |
| Julie Zetlin | Mehrkampf Einzel | 96,675        | 21            | −      | −      | 21   |

### Ringen
| Freistil Frauen                  |                   |                     |          |                        |               |                  |               |                    |               |                   |               |                    |               |                |               |                    |               |               |               |               |
| Clarissa Chun                    | Klasse bis 48 kg  | Zhao Shasha         | 3 – 0 PO | Mariya Stadnik         | 0 PO – 3      | -                | -             | -                  | -             |                   |               | Iwona Matkowska    | 5 – 0 VT      | Irini Merleni  | 3 – 0 PO      | -                  | -             | Bronze        |               |               |
| Kelsey Campbell                  | Klasse bis 55 kg  | Freilos             | Freilos  | Saori Yoshida          | 0 PO – 3      | -                | -             | -                  | -             |                   |               | Julija Ratkewitsch | 0 – 3 PO      | -              | -             | -                  | -             | 7             |               |               |
| Elena Pirozhkova                 | Klasse bis 63 kg  | Freilos             | Freilos  | Anastasija Grigorjeva  | 1 PP – 3      | ausgeschieden    | ausgeschieden | ausgeschieden      | ausgeschieden | ausgeschieden     | ausgeschieden | ausgeschieden      | ausgeschieden | ausgeschieden  | ausgeschieden | ausgeschieden      | ausgeschieden | ausgeschieden |               |               |
| Stephany Lee                     | Klasse bis 72 kg  | Jenny Fransson      | 1- 3 PP  | ausgeschieden          | ausgeschieden | ausgeschieden    | ausgeschieden | ausgeschieden      | ausgeschieden | ausgeschieden     | ausgeschieden | ausgeschieden      | ausgeschieden | ausgeschieden  | ausgeschieden | ausgeschieden      | ausgeschieden | ausgeschieden |               |               |
| griechisch-römischer Stil Männer |                   |                     |          |                        |               |                  |               |                    |               |                   |               |                    |               |                |               |                    |               |               |               |               |
| Spenser Mango                    | Klasse bis 55 kg  | Abouhalima Al-Sa’id | 3- 1 PP  | Rovshan Bayramov       | 0 PO – 3      | -                | -             | -                  | -             | Mingijan Semjonow | 0 PO – 3      | ausgeschieden      | ausgeschieden | ausgeschieden  | ausgeschieden | ausgeschieden      | ausgeschieden | ausgeschieden |               |               |
| Ellis Coleman                    | Klasse bis 60 kg  | Ivo Angelov         | 1 – 3PP  | ausgeschieden          | ausgeschieden | ausgeschieden    | ausgeschieden | ausgeschieden      | ausgeschieden | ausgeschieden     | ausgeschieden | ausgeschieden      | ausgeschieden | ausgeschieden  | ausgeschieden | ausgeschieden      | ausgeschieden | ausgeschieden | ausgeschieden | ausgeschieden |
| Justin Harry Lester              | Klasse bis 66 kg  | Freilos             | Freilos  | Tsutomu Fujimura       | 3 – 1 PP      | Tamás Lőrincz    | 1 – 3 PP      | -                  | -             | -                 | -             | Frank Stäbler      | 0 PO – 3      | -              | -             | -                  | -             | 7             |               |               |
| Ben Provisor                     | Klasse bis 74 kg  | Alexei Bel          | 3 PP – 1 | Surab Datunaschwili    | 0 – 3 PO      | ausgeschieden    | ausgeschieden | ausgeschieden      | ausgeschieden | ausgeschieden     | ausgeschieden | ausgeschieden      | ausgeschieden | ausgeschieden  | ausgeschieden | ausgeschieden      | ausgeschieden | ausgeschieden |               |               |
| Chad Betts                       | Klasse bis 84 kg  | Keitani Graham      | 3 PO – 0 | Pablo Shorey Hernandez | 0 – 3 PO      | ausgeschieden    | ausgeschieden | ausgeschieden      | ausgeschieden | ausgeschieden     | ausgeschieden | ausgeschieden      | ausgeschieden | ausgeschieden  | ausgeschieden | ausgeschieden      | ausgeschieden | ausgeschieden |               |               |
| Dremiel Byers                    | Klasse bis 120 kg | Freilos             | Freilos  | Moʻminjon Abdullayev   | 3 PO – 0      | Rıza Kayaalp     | 0 – 3 PO      | ausgeschieden      | ausgeschieden | ausgeschieden     | ausgeschieden | ausgeschieden      | ausgeschieden | ausgeschieden  | ausgeschieden | ausgeschieden      | ausgeschieden | ausgeschieden |               |               |
| Freistil Männer                  |                   |                     |          |                        |               |                  |               |                    |               |                   |               |                    |               |                |               |                    |               |               |               |               |
| Sam Hazewinkel                   | Klasse bis 55 kg  | Freilos             | Freilos  | D. Nijasbekow          | 1 – 3 PP      | ausgeschieden    | ausgeschieden | ausgeschieden      | ausgeschieden | ausgeschieden     | ausgeschieden | ausgeschieden      | ausgeschieden | ausgeschieden  | ausgeschieden | ausgeschieden      | ausgeschieden | ausgeschieden |               |               |
| Coleman Scott                    | Klasse bis 60 kg  | Freilos             | Freilos  | Lee Seung-chul         | 3 PO – 0      | Malchas Sarkua   | 5 – 0 VT      | Toğrul Əsgərov     | 0 – 3 PO      | -                 | -             | -                  | -             | Kenichi Yumoto | 3 PP – 1      | -                  | -             | Bronze        |               |               |
| Jared Frayer                     | Klasse bis 66 kg  | Freilos             | Freilos  | Ali Schabanau          | 0 – 3 PO      | ausgeschieden    | ausgeschieden | ausgeschieden      | ausgeschieden | ausgeschieden     | ausgeschieden | ausgeschieden      | ausgeschieden | ausgeschieden  | ausgeschieden | ausgeschieden      | ausgeschieden | ausgeschieden |               |               |
| Jordan Burroughs                 | Klasse bis 74 kg  | Freilos             | Freilos  | Francisco Soler Tanco  | 3 – 0 PO      | Matthew Gentry   | 3 – 1 PP      | Denis Tsargush     | 3 – 1 PP      | -                 | -             | -                  | -             | -              | -             | Sadegh Goudarzi    | 3 PO – 0      | Gold          |               |               |
| Jake Herbert                     | Klasse bis 84 kg  | Freilos             | Freilos  | Humberto Arencibia     | 3 PP – 1      | Sharif Sharifov  | 1 – 3 PP      | -                  | -             | -                 | -             | İbrahim Bölükbaşı  | 1 PP – 3      | -              | -             | -                  | -             | 7             |               |               |
| Jakob Varner                     | Klasse bis 96 kg  | Freilos             | Freilos  | Kurban Kurbanov        | 3 – 1 PP      | Khetag Pliev     | 3 PO – 0      | George Gogshelidze | 3 PP – 1      | -                 | -             | -                  | -             | -              | -             | Valerii Andriitsev | 3 – 0 PO      | Gold          |               |               |
| Tervel Dlagnev                   | Klasse bis 120 kg | Freilos             | Freilos  | El-Desoky Shaban       | 3 – 1 PP      | Aleksei Shemarov | 3 – 1 PP      | Artur Taymazov     | 0 – 5 VT      | -                 | -             | -                  | -             | Komeil Ghasemi | 1 PP – 3      | -                  | -             | Bronze        |               |               |

### Rudern
| Athleten | Wettbewerb                  | Vorlauf     | Vorlauf | Hoffnungslauf | Hoffnungslauf | Viertelfinale | Viertelfinale | Halbfinale  | Halbfinale | Finale      | Finale | Rang                         |
| Athleten | Wettbewerb                  | Zeit        | Rang    | Zeit          | Rang          | Zeit          | Rang          | Zeit        | Rang       | Zeit        | Rang   | Rang                         |
| --- | --------------------------- | ----------- | ------- | ------------- | ------------- | ------------- | ------------- | ----------- | ---------- | ----------- | ------ | ---------------------------- |
| Frauen |                             |             |         |               |               |               |               |             |            |             |        |                              |
| Genevra Stone | Einer                       | 7:33,78 min | 7       | -             | -             | 7:39,67 min   | 8             | 7:52,98 min | 10         | 7:45,24 min | 7      | 7                            |
| Sarah Zelenka Sara Hendershot                                                                                             | Zweier                      | 6:59,29 min | 2       | –             | –             | –             | –             | –           | –          | 7:30,39 min | 4      | 4                            |
| Sarah Trowbridge Margot Shumway                                                                                           | Doppelzweier                | 6:55,25 min | 6       | 7:10,37 min   | 2             | –             | –             | –           | –          | 7:10,54     | 6      | 6                            |
| Megan Kalmoe Natalie Dell Adrienne Martelli Kara Kohler                                                                   | Doppelvierer                | 6:15,76 min | 2       | 6:19,49 min   | 2             | –             | –             | –           | –          | 6:40,63 min | 3      | Bronzemedaille – 3. Platz    |
| Caroline Lind Mary Whipple Esther Lofgren Taylor Ritzel Meghan Musnicki Susan Francia Elle Logan Erin Cafaro Caryn Davies | Achter                      | 6:14,68 min | 1       | -             | -             | –             | –             | –           | –          | 6:10,59 min | 1      | Goldmedaille – Olympiasieger |
| Kristin Hedstrom Julie Nichols                                                                                            | Leichtgewichts-Doppelzweier | 7:08,46 min | 6       | 7:13,82 min   | 1             | –             | –             | 7:12,61 min | 7          | 7:23,31 min | 11     | 11                           |
| Männer |                             |             |         |               |               |               |               |             |            |             |        |                              |
| Kenneth Jurkowski | Einer                       | 7:08,39 min | 3       | -             | -             | 7:18,27 min   | 5             | 7:56,51 min | 6          | DNS         | DNS    | 24                           |
| Tom Peszek Silas Stafford                                                                                                 | Zweier                      | 6:26,59 min | 4       | 6:27,41 min   | 3             | –             | –             | 6:58,58 min | 4          | 6:53,30 min | 8      | 8                            |
| Charles „Charlie“ Cole Scott Gault Glenn Ochal Henrik Rummel                                                              | Vierer                      | 5:54,88 min | 1       | -             | -             | –             | –             | 6:01,72 min | 1          | 6:07,20 min | 3      | Bronzemedaille               |
| Peter Graves Elliot Hovey Alex Osborne Wes Piermarini                                                                     | Doppelvierer                | 5:50,24 min | 4       | 5:45,62 min   | 4             | –             | –             | –           | –          | –           | –      | 13                           |
| Zach Vlahos Grant James David Banks Steve Kasprzyk Jake Cornelius Brett Newlin Ross James William Miller Giuseppe Lanzone | Achter                      | 5:30,72 min | 1       | -             | -             | –             | –             | –           | –          | 5:51,48 min | 4      | 4                            |
| Robin Prendes Nick LaCava Will Newell Anthony Fahden                                                                      | Leichtgewichts-Vierer       | 6:02,42 min | 5       | 6:00,86 min   | 1             | –             | –             | 6:05,06 min | 5          | 6:09,23 min | 8      | 8                            |

### Schießen
| Athleten          | Wettbewerb                           | Qualifikation | Qualifikation | Finale | Finale | Ringe  | Rang                      |
| Athleten          | Wettbewerb                           | Ringe         | Rang          | Ringe  | Rang   | Ringe  | Rang                      |
| ----------------- | ------------------------------------ | ------------- | ------------- | ------ | ------ | ------ | ------------------------- |
| Frauen            |                                      |               |               |        |        |        |                           |
| Sandra Uptagrafft | Sportpistole 25 m                    | 576           | 28            | –      | –      | 576    | 28                        |
| Jamie Gray        | Luftgewehr 10 m                      | 397           | 6             | 102,7  | 5      | 499,7  | 5                         |
| Sarah Scherer     | Luftgewehr 10 m                      | 397           | 7             | 102,0  | 7      | 199,0  | 7                         |
| Jamie Gray        | Sportgewehr Dreistellungskampf 50 m  | 592           | 1             | 99,9   | 1      | 691,9  |                           |
| Amanda Furrer     | Sportgewehr Dreistellungskampf 50 m  | 581           | 15            | –      | –      | 581    | 15                        |
| Corey Cogdell     | Trap                                 | 68            | 11            | –      | –      | 68     | 11                        |
| Kimberly Rhode    | Trap                                 | 68            | 9             | –      | –      | 68     | 9                         |
| Kimberly Rhode    | Skeet                                | 74            | 1             | 25     | 1      | 99     |                           |
| Männer            |                                      |               |               |        |        |        |                           |
| Daryl Szarenski   | Luftpistole 10 m                     | 575           | 23            | –      | –      | 575    | 23                        |
| Jason Turner      | Luftpistole 10 m                     | 569           | 34            | –      | –      | 569    | 34                        |
| Nick Mowrer       | Freie Pistole 50 m                   | 558           | 15            | –      | –      | –      | 15                        |
| Keith Sanderson   | Schnellfeuerpistole 25 m             | 578           | 14            | –      | –      | 578    | 14                        |
| Emil Milev        | Schnellfeuerpistole 25 m             | 578           | 13            | –      | –      | 578    | 13                        |
| Jonathan Hall     | Luftgewehr 10 m                      | 592           | 27            | –      | –      | 592    | 27                        |
| Matthew Emmons    | Luftgewehr 10 m                      | 590           | 35            | –      | –      | 590    | 35                        |
| Matthew Emmons    | Kleinkaliber Dreistellungskampf 50 m | 1172          | 2             | 99,3   | 3      | 1271,3 | Bronzemedaille – 3. Platz |
| Jason Parker      | Kleinkaliber Dreistellungskampf 50 m | 1159          | 30            | –      | –      | 1159   | 30                        |
| Michael McPhail   | Kleinkaliber liegend 50 m            | 595           | 9             | –      | –      | 595    | 9                         |
| Eric Uptagrafft   | Kleinkaliber liegend 50 m            | 594           | 16            | –      | –      | 594    | 16                        |
| Joshua Richmond   | Doppeltrap                           | 131           | 16            | –      | –      | 131    | 16                        |
| Walton Eller      | Doppeltrap                           | 126           | 22            | –      | –      | 126    | 22                        |
| Vincent Hancock   | Skeet                                | 123           | 1             | 25     | 1      | 148    |                           |
| Frank Thompson    | Skeet                                | 119           | 8             | –      | –      | 119    | 8                         |

### Schwimmen
| Athleten                                                                                          | Wettbewerb                 | Vorlauf      | Vorlauf | Halbfinale       | Halbfinale    | Finale           | Finale        | Rang                      |
| Athleten                                                                                          | Wettbewerb                 | Zeit         | Rang    | Zeit             | Rang          | Zeit             | Rang          | Rang                      |
| ------------------------------------------------------------------------------------------------- | -------------------------- | ------------ | ------- | ---------------- | ------------- | ---------------- | ------------- | ------------------------- |
| Frauen                                                                                            |                            |              |         |                  |               |                  |               |                           |
| Kara Lynn Joyce                                                                                   | 50 m Freistil              | 25,28 s      | 16      | ausgeschieden    | ausgeschieden | ausgeschieden    | ausgeschieden | 16                        |
| Jessica Hardy                                                                                     | 50 m Freistil              | 24,99 s      | 12      | 24,68 s          | 7             | 24,62 s          | 7             | 7                         |
| Missy Franklin                                                                                    | 100 m Freistil             | 54,26 s      | 10      | 53,59 s          | 3             | 53,64 s          | 5             | 5                         |
| Jessica Hardy                                                                                     | 100 m Freistil             | 54,09 s      | 8       | 53,86 s          | 8             | 54,02 s          | 8             | 8                         |
| Allison Schmitt                                                                                   | 200 m Freistil             | 1:57,33 min  | 2       | 1:56,15 min      | 2             | 1:53,61 min (OR) | 1             | Goldmedaille – 1. Platz   |
| Missy Franklin                                                                                    | 200 m Freistil             | 1:57,62 min  | 3       | 1:57,57 min      | 8             | 1:55,82 min      | 4             | 4                         |
| Allison Schmitt                                                                                   | 400 m Freistil             | 4:03,31 min  | 2       | –                | –             | 4:01,77 min      | 2             | Silbermedaille – 2. Platz |
| Chloe Sutton                                                                                      | 400 m Freistil             | 4:07,07 min  | 10      | ausgeschieden    | ausgeschieden | ausgeschieden    | ausgeschieden | 10                        |
| Katie Ledecky                                                                                     | 800 m Freistil             | 8:23,84 min  | 3       | –                | –             | 8:14,63 min      | 1             | Goldmedaille – 1. Platz   |
| Kate Ziegler                                                                                      | 800 m Freistil             | 8:37,38 min  | 21      | ausgeschieden    | ausgeschieden | ausgeschieden    | ausgeschieden | 21                        |
| Dana Vollmer                                                                                      | 100 m Schmetterling        | 56,25 s      | 1       | 56,36 s          | 1             | 55,98 s (WR)     | 1             | Goldmedaille – 1. Platz   |
| Claire Donahue                                                                                    | 100 m Schmetterling        | 58,06 s      | 7       | 57,42 s          | 5             | 57,48 s          | 7             | 7                         |
| Kathleen Hersey                                                                                   | 200 m Schmetterling        | 2:06,41 min  | 1       | 2:05,90 min      | 1             | 2:05,78 min      | 4             | 4                         |
| Cammile Adams                                                                                     | 200 Schmetterling          | 2:08,18 min  | 8       | 2:07,33 min      | 7             | 2:06,78 min      | 5             | 5                         |
| Breeja Larson                                                                                     | 100 m Brust                | 1:06,58 min  | 4       | 1:06,70 min      | 4             | 1:06,96 min      | 6             | 6                         |
| Rebecca Soni                                                                                      | 100 m Brust                | 1:05,75 min  | 2       | 1:05,98 min      | 2             | 1:05,55 min      | 2             | Silbermedaille – 2. Platz |
| Micah Lawrence                                                                                    | 200 m Brust                | 2:24,50 min  | 4       | 2:23,39 min      | 6             | 2:23,27 min      | 6             | 6                         |
| Rebecca Soni                                                                                      | 200 m Brust                | 2:21,40      | 1       | 2:20,00 min (WR) | 1             | 2:19,59 min (WR) | 1             | Goldmedaille – 1. Platz   |
| Missy Franklin                                                                                    | 100 m Rücken               | 59,37 s      | 2       | 59,12 s          | 2             | 58,33 s          | 1             | Goldmedaille – 1. Platz   |
| Rachel Bootsma                                                                                    | 100 m Rücken               | 1:00,03 min  | 11      | 1:00,04 min      | 11            | –                | –             | 11                        |
| Elizabeth Beisel                                                                                  | 200 m Rücken               | 2:07,82 min  | 2       | 2:06,18 min      | 1             | 2:06,55 min      | 3             | Bronzemedaille – 3. Platz |
| Missy Franklin                                                                                    | 200 m Rücken               | 2:07,54 min  | 1       | 2:06,84 min      | 2             | 2:04,06 min (WR) | 1             | Goldmedaille – 1. Platz   |
| Caitlin Leverenz                                                                                  | 200 m Lagen                | 2:10,63 min  | 3       | 2:10,06 min      | 3             | 2:08,95 min      | 3             | Bronzemedaille – 3. Platz |
| Ariana Kukors                                                                                     | 200 m Lagen                | 2:11,94 min  | 7       | 2:10,08 min      | 4             | 2:09,83 min      | 5             | 5                         |
| Elizabeth Beisel                                                                                  | 400 m Lagen                | 4:31,68 min  | 1       | –                | –             | 4:31,27 min      | 2             | Silbermedaille – 2. Platz |
| Caitlin Leverenz                                                                                  | 400 m Lagen                | 4:36,09 min  | 8       | –                | –             | 4:35,49 min      | 6             | 6                         |
| Allison Schmitt Missy Franklin Jessica Hardy Lia Neal Amanda Weir Natalie Coughlin                | 4 × 100-m-Freistil-Staffel | 3:36,53 min  | 2       | –                | –             | 3:34,24 min      | 3             | Bronzemedaille – 3. Platz |
| Dana Vollmer Allison Schmitt Missy Franklin Lauren Perdue Shannon Vreeland Alyssa Anderson        | 4 × 200-m-Freistil-Staffel | 7:50,75 min  | 2       | –                | –             | 7:42,92 min (OR) | 1             | Goldmedaille – 1. Platz   |
| Missy Franklin Rebecca Soni Dana Vollmer Allison Schmitt                                          | 4 × 100-m-Lagen-Staffel    | 3:58,88 min  | 4       | –                | –             | 3:52,05 min (WR) | 1             | Goldmedaille – 1. Platz   |
| Haley Anderson                                                                                    | 10 km Freiwasser           | –            | –       | –                | –             | 1:57:38,6 h      | 2             | Silbermedaille – 2. Platz |
| Männer                                                                                            |                            |              |         |                  |               |                  |               |                           |
| Cullen Jones                                                                                      | 50 m Freistil              | 21,95 s      | 6       | 21,54 s          | 2             | 21,54 s          | 2             | Silbermedaille – 2. Platz |
| Anthony Ervin                                                                                     | 50 m Freistil              | 21,83 s      | 4       | 21,62 s          | 3             | 21,78 s          | 5             | 5                         |
| Nathan Adrian                                                                                     | 100 m Freistil             | 48,19 s      | 1       | 47,97 s          | 2             | 47,52 s          | 1             | Goldmedaille – 1. Platz   |
| Cullen Jones                                                                                      | 100 m Freistil             | 48,61 s      | 9       | 48,60 s          | 14            | –                | –             | 14                        |
| Ryan Lochte                                                                                       | 200 m Freistil             | 1:46,45 min  | 2       | 1:46,31 min      | 5             | 1:45,04 min      | 4             | 4                         |
| Ricky Berens                                                                                      | 200 m Freistil             | 1:47,07 min  | 8       | 1:46,87 min      | 9             | –                | –             | 9                         |
| Peter Vanderkaay                                                                                  | 400 m Freistil             | 3:45,80 min  | 2       | –                | –             | 3:44,69 min      | 3             | Bronzemedaille – 3. Platz |
| Conor Dwyer                                                                                       | 400 m Freistil             | 3:46,24 min  | 3       | –                | –             | 3:46,39 min      | 5             | 5                         |
| Andrew Gemmell                                                                                    | 1500 m Freistil            | 14:59,05 min | 9       | –                | –             | –                | –             | 9                         |
| Connor Jaeger                                                                                     | 1500 m Freistil            | 14:57,56 min | 7       | –                | –             | 14:52,99 min     | 6             | 6                         |
| Michael Phelps                                                                                    | 100 m Schmetterling        | 51,72 s      | 2       | 50,86 s          | 1             | 51,21 s          | 1             | Goldmedaille – 1. Platz   |
| Tyler McGill                                                                                      | 100 m Schmetterling        | 51,95 s      | 7       | 51,61 s          | 3             | 51,88 s          | 7             | 7                         |
| Michael Phelps                                                                                    | 200 m Schmetterling        | 1:55,53 min  | 5       | 1:54,53 min      | 4             | 1:53,01 min      | 2             | Silbermedaille – 2. Platz |
| Tyler Clary                                                                                       | 200 Schmetterling          | 1:54,96 min  | 2       | 1:54,93 min      | 5             | 1:55,06 min      | 5             | 5                         |
| Brendan Hansen                                                                                    | 100 m Brust                | 59,93 s      | 10      | 59,78 s          | 8             | 59,49 s          | 3             | Bronzemedaille – 3. Platz |
| Eric Shanteau                                                                                     | 100 m Brust                | 59,96 s      | 11      | 59,96 s          | 11            | –                | –             | 11                        |
| Scott Weltz                                                                                       | 200 m Brust                | 2:09,67 min  | 7       | 2:08,99 min      | 4             | 2:09,02 min      | 5             | 5                         |
| Clark Burckle                                                                                     | 200 m Brust                | 2:09,55 min  | 6       | 2:09,11 min      | 6             | 2:09,25 min      | 6             | 6                         |
| Matt Grevers                                                                                      | 100 m Rücken               | 52,92 s      | 1       | 52,66 s          | 1             | 52,16 s (OR)     | 1             | Goldmedaille – 1. Platz   |
| Nick Thoman                                                                                       | 100 m Rücken               | 53,48 s      | 3       | 53,47 s          | 5             | 52,92 s          | 2             | Silbermedaille – 2. Platz |
| Ryan Lochte                                                                                       | 200 m Rücken               | 1:56,36 min  | 2       | 1:55,40 min      | 2             | 1:53,94 min      | 3             | Bronzemedaille – 3. Platz |
| Tyler Clary                                                                                       | 200 m Rücken               | 1:56,24 min  | 1       | 1:54,71 min      | 1             | 1:53,41 min (OR) | 1             | Goldmedaille – 1. Platz   |
| Ryan Lochte                                                                                       | 200 m Lagen                | 1:58,03 min  | 2       | 1:56,13 min      | 1             | 1:54,90 min      | 2             | Silbermedaille – 2. Platz |
| Michael Phelps                                                                                    | 200 m Lagen                | 1:58,24 min  | 4       | 1:57,11 min      | 3             | 1:54,27 min      | 1             | Goldmedaille – 1. Platz   |
| Ryan Lochte                                                                                       | 400 m Lagen                | 4:12,35 min  | 3       | –                | –             | 4:05,18 min      | 1             | Goldmedaille – 1. Platz   |
| Michael Phelps                                                                                    | 400 m Lagen                | 4:13,33 min  | 8       | –                | –             | 4:09,28 min      | 4             | 4                         |
| Ricky Berens Matt Grevers Nathan Adrian Cullen Jones Jason Lezak Jimmy Feigen                     | 4 × 100-m-Freistil-Staffel | 3:12,59 min  | 2       | –                | –             | 3:10,38 min      | 2             | Silbermedaille – 2. Platz |
| Ryan Lochte Michael Phelps Ricky Berens Conor Dwyer Matthew McLean Charlie Houchin Davis Tarwater | 4 × 200-m-Freistil-Staffel | 7:06,75 min  | 1       | –                | –             | 6:59,70 min      | 1             | Goldmedaille – 1. Platz   |
| Matt Grevers Brendan Hansen Nathan Adrian Michael Phelps                                          | 4 × 100-m-Lagen-Staffel    | 3:58,88 min  | 4       | –                | –             | 3:52,05 min (WR) | 1             | Goldmedaille – 1. Platz   |
| Alex Meyer                                                                                        | 10 km Freiwasser           | –            | –       | –                | –             | 1:50:48,2 h      | 10            | 10                        |

### Segeln
Fleet Race
| Athleten                     | Wettbewerb      | Qualifikation | Qualifikation | Medal Race    | Medal Race    | Punkte | Rang |
| Athleten                     | Wettbewerb      | Punkte        | Rang          | Punkte        | Rang          | Punkte | Rang |
| ---------------------------- | --------------- | ------------- | ------------- | ------------- | ------------- | ------ | ---- |
| Frauen                       |                 |               |               |               |               |        |      |
| Farrah Hall                  | Windsurfen RS:X | 173           | 20            | ausgeschieden | ausgeschieden | 173    | 20   |
| Paige Railey                 | Laser Radial    | 92            | 9             | 6             | 8             | 104    | 8    |
| Amanda Clark Sarah Lihan     | 470er           | 88            | 8             | 10            | 9             | 98     | 9    |
| Männer                       |                 |               |               |               |               |        |      |
| Bob Willis                   | Windsurfen RS:X | 179           | 22            | ausgeschieden | ausgeschieden | 179    | 22   |
| Rob Crane                    | Laser           | 236           | 29            | ausgeschieden | ausgeschieden | 236    | 29   |
| Graham Biehl Stuart McNay    | 470er           | 108           | 14            | ausgeschieden | ausgeschieden | 108    | 14   |
| Zach Railey                  | Finn Dinghy     | 97            | 12            | ausgeschieden | ausgeschieden | 97     | 12   |
| Trevor Moore Erik Storck     | 49er            | 157           | 15            | ausgeschieden | ausgeschieden | 157    | 15   |
| Brian Fatih Mark Mendelblatt | Starboot        | 59            | 6             | 12            | 6             | 71     | 7    |

Match Race
| Athletinnen                                      | Wettbewerb  | Round Robin | Round Robin | Viertelfinale | Viertelfinale | Halbfinale    | Halbfinale    | Finale        | Finale        | Rang |
| Athletinnen                                      | Wettbewerb  | Bilanz      | Rang        | Gegner        | Ergebnis      | Gegner        | Ergebnis      | Gegner        | Ergebnis      | Rang |
| ------------------------------------------------ | ----------- | ----------- | ----------- | ------------- | ------------- | ------------- | ------------- | ------------- | ------------- | ---- |
| Frauen                                           |             |             |             |               |               |               |               |               |               |      |
| Anna Tunnicliffe Debbie Capozzi Molly Vandermoer | Elliott 6 m | 8:3         | 4           | Finnland      | 1:3           | ausgeschieden | ausgeschieden | ausgeschieden | ausgeschieden | 5    |

### Synchronschwimmen
| Athletinnen                  | Wettbewerb | Qualifikation     | Qualifikation     | Qualifikation  | Qualifikation  | Qualifikation | Qualifikation | Finale         | Finale         | Finale           | Finale           |
| Athletinnen                  | Wettbewerb | Technische Kür TK | Technische Kür TK | Freie Kür FK-Q | Freie Kür FK-Q | Gesamt        | Gesamt        | Freie Kür FK-F | Freie Kür FK-F | Gesamt TK + FK-F | Gesamt TK + FK-F |
| Athletinnen                  | Wettbewerb | Punkte            | Rang              | Punkte         | Rang           | Punkte        | Rang          | Punkte         | Rang           | Punkte           | Rang             |
| ---------------------------- | ---------- | ----------------- | ----------------- | -------------- | -------------- | ------------- | ------------- | -------------- | -------------- | ---------------- | ---------------- |
| Frauen                       |            |                   |                   |                |                |               |               |                |                |                  |                  |
| Mary Killman Mariya Koroleva | Duett      | 87,900            | 10                | 88,270         | 10             | 176,170       | 10            | 87,770         | 11             | 175,670          | 11               |

### Taekwondo
| Athleten          | Wettbewerb       | Achtelfinale    | Achtelfinale | Viertelfinale | Viertelfinale | Halbfinale    | Halbfinale    | Hoffnungsrunde Halbfinale | Hoffnungsrunde Halbfinale | Hoffnungsrunde Finale | Hoffnungsrunde Finale | Finale        | Finale        | Rang          |
| Athleten          | Wettbewerb       | Gegner          | Ergebnis     | Gegner        | Ergebnis      | Gegner        | Ergebnis      | Gegner                    | Ergebnis                  | Gegner                | Ergebnis              | Gegner        | Ergebnis      | Rang          |
| ----------------- | ---------------- | --------------- | ------------ | ------------- | ------------- | ------------- | ------------- | ------------------------- | ------------------------- | --------------------- | --------------------- | ------------- | ------------- | ------------- |
| Frauen            |                  |                 |              |               |               |               |               |                           |                           |                       |                       |               |               |               |
| Diana Lopez       | Klasse bis 57 kg | Hou Yuzhuo      | 0 – 1 SDP    | -             | -             | -             | -             | Suvi Mikkonen             | 4 – 9 PTF                 | -                     | -                     | -             | -             | 7             |
| Paige McPherson   | Klasse bis 67 kg | Sarah Stevenson | 5 – 1 PTF    | Nur Tatar     | 1 PTF – 6     | -             | -             | Andrea St. Bernard        | 15 – 2 PTG                | Franka Anić           | 8 PTF – 3             | -             | -             | Bronze        |
| Männer            |                  |                 |              |               |               |               |               |                           |                           |                       |                       |               |               |               |
| Terrence Jennings | Klasse bis 68 kg | Servet Tazegül  | 6 PTF – 8    | -             | -             | -             | -             | Hryhorij Hussarow         | 3 PTF – 2                 | Diogo da Silva        | 8 PTF – 5             | -             | -             | Bronze        |
| Steven Lopez      | Klasse bis 80 kg | Ramin Azizov    | 2 PTF – 3    | ausgeschieden | ausgeschieden | ausgeschieden | ausgeschieden | ausgeschieden             | ausgeschieden             | ausgeschieden         | ausgeschieden         | ausgeschieden | ausgeschieden | ausgeschieden |

### Tennis
| Athleten                       | Wettbewerb | 1. Runde                       | 1. Runde               | 2. Runde           | 2. Runde       | Achtelfinale                          | Achtelfinale   | Viertelfinale                      | Viertelfinale  | Halbfinale                       | Halbfinale             | Finale                            | Finale                       |
| Athleten                       | Wettbewerb | Gegner                         | Ergebnis               | Gegner             | Ergebnis       | Gegner                                | Ergebnis       | Gegner                             | Ergebnis       | Gegner                           | Ergebnis               | Gegner                            | Ergebnis                     |
| ------------------------------ | ---------- | ------------------------------ | ---------------------- | ------------------ | -------------- | ------------------------------------- | -------------- | ---------------------------------- | -------------- | -------------------------------- | ---------------------- | --------------------------------- | ---------------------------- |
| Frauen                         |            |                                |                        |                    |                |                                       |                |                                    |                |                                  |                        |                                   |                              |
| Venus Williams                 | Einzel     | Sara Errani                    | 2:0 (6:3, 6:1)         | Aleksandra Wozniak | 2:0 (6:1, 6:3) | Angelique Kerber                      | 0:2 (6:7, 6:7) | -                                  | -              | -                                | -                      | -                                 | -                            |
| Serena Williams                | Einzel     | Jelena Janković                | 2:0 (6:3, 6:1)         | Urszula Radwańska  | 2:0 (6:2, 6:3) | Wera Swonarjowa                       | 2:0 (6:1, 6:0) | Caroline Wozniacki                 | 2:0 (6:0, 6:3) | Wiktoryja Asaranka               | 2:0 (6:1, 6:2)         | Marija Scharapowa                 | 2:0 (6:0, 6:1)               |
| Varvara Lepchenko              | Einzel     | Verónica Cepede Royg           | 2:1 (7:5, 6:7, 6:2)    | Julia Görges       | 0:2 (3:6, 5:7) | -                                     | -              | -                                  | -              | -                                | -                      | -                                 | -                            |
| Christina McHale               | Einzel     | Ana Ivanović                   | 0:2 (4:6, 5:7)         | -                  | -              | -                                     | -              | -                                  | -              | -                                | -                      | -                                 | -                            |
| Serena Williams Venus Williams | Doppel     | Sorana Cîrstea Simona Halep    | 2:0 (6:3, 6:2)         | –                  | –              | Angelique Kerber Sabine Lisicki       | 2:0 (6:2, 7:5) | Sara Errani Roberta Vinci          | 2:0 (6:1, 6:1) | Marija Kirilenko Nadja Petrowa   | 2:0 (7:5, 6:4)         | Andrea Hlaváčková Lucie Hradecká  | 2:0 (6:4, 6:4)               |
| Lisa Raymond Liezel Huber      | Doppel     |                                |                        | –                  | –              | Agnieszka Radwańska Urszula Radwańska | 2:0 (6:4, 7:6) | Jekaterina Makarowa Jelena Wesnina | 2:0 (6:3, 6:3) | Andrea Hlaváčková Lucie Hradecká | 0:2 (1:6, 6:7)         | Marija Kirilenko Nadja Petrowa    | 1:2 (6:4, 4:6, 1:6) 4. Platz |
| Männer                         |            |                                |                        |                    |                |                                       |                |                                    |                |                                  |                        |                                   |                              |
| Andy Roddick                   | Einzel     | Martin Kližan                  | 2:0 (7:5, 6:4)         | Novak Đoković      | 0:2 (2:6, 1:6) | -                                     | -              | -                                  | -              | -                                | -                      | -                                 | -                            |
| John Isner                     | Einzel     | Olivier Rochus                 | 2:0 (7:6, 6:4)         | Malek Jaziri       | 2:0 (7:6, 6:2) | Janko Tipsarević                      | 2:0 (7:5, 7:6) | Roger Federer                      | 0:2 (4:6, 6:7) | -                                | -                      | -                                 | -                            |
| Ryan Harrison                  | Einzel     | Santiago Giraldo               | 0:2 (5:7, 3:6)         | -                  | -              | -                                     | -              | -                                  | -              | -                                | -                      | -                                 | -                            |
| Donald Young                   | Einzel     | Andreas Seppi                  | 0:2 (4:6, 4:6)         | -                  | -              | -                                     | -              | -                                  | -              | -                                | -                      | -                                 | -                            |
| Bob Bryan Mike Bryan           | Doppel     | Thomaz Bellucci André Sá       | 2:1 (7:6, 6:7, 6:3)    | –                  | –              | Nikolai Dawydenko Michail Juschny     | 2:0 (7:6, 7:6) | Jonathan Erlich Andy Ram           | 2:0 (7:6, 7:6) | Julien Benneteau Richard Gasquet | 2:0 (6:4, 6:4)         | Michaël Llodra Jo-Wilfried Tsonga | 2:0 (6:4, 7:6)               |
| Andy Roddick John Isner        | Doppel     | Marcelo Melo Bruno Soares      | 0:2 (2:6, 4:6)         | –                  | –              | -                                     | -              | -                                  | -              | -                                | -                      | -                                 | -                            |
| Mixed                          |            |                                |                        |                    |                |                                       |                |                                    |                |                                  |                        |                                   |                              |
| Liezel Huber Bob Bryan         | Doppel     | Sara Errani Andreas Seppi      | 2:0 (7:5, 6:3)         | –                  | –              | –                                     | –              | Gisela Dulko Juan Martín del Potro | 2:0 (6:2, 7:5) | Wiktoryja Asaranka Maks Mirny    | 1:2 (6:3, 4:6, [7:10]) | Sabine Lisicki Christopher Kas    | 2:1 (6:3, 4:6, [10:4])       |
| Lisa Raymond Mike Bryan        | Doppel     | Sabine Lisicki Christopher Kas | 2:0 (6:7, 7:6, [5:10]) | –                  | –              | –                                     | –              | -                                  | -              | -                                | -                      | -                                 | -                            |

### Tischtennis
| Athleten                        | Wettbewerb | Qualifikation | Qualifikation | 1. Runde        | 1. Runde      | 2. Runde      | 2. Runde      | 3. Runde      | 3. Runde      | 4. Runde      | 4. Runde      | Viertelfinale | Viertelfinale | Halbfinale    | Halbfinale    | Finale        | Finale        |               |
| Athleten                        | Wettbewerb | Gegner        | Ergebnis      | Gegner          | Ergebnis      | Gegner        | Ergebnis      | Gegner        | Ergebnis      | Gegner        | Ergebnis      | Gegner        | Ergebnis      | Gegner        | Ergebnis      | Gegner        | Ergebnis      |               |
| ------------------------------- | ---------- | ------------- | ------------- | --------------- | ------------- | ------------- | ------------- | ------------- | ------------- | ------------- | ------------- | ------------- | ------------- | ------------- | ------------- | ------------- | ------------- | ------------- |
| Frauen                          |            |               |               |                 |               |               |               |               |               |               |               |               |               |               |               |               |               |               |
| Lily Zhang                      | Einzel     | –             | –             | Cornelia Molnar | 0 – 4         | ausgeschieden | ausgeschieden | ausgeschieden | ausgeschieden | ausgeschieden | ausgeschieden | ausgeschieden | ausgeschieden | ausgeschieden | ausgeschieden | ausgeschieden | ausgeschieden | ausgeschieden |
| Ariel Hsing                     | Einzel     | –             | –             | Yadira Silva    | 4 – 0         | Xia Ni        | 4 – 2         | Li Xiaoxia    | 2 – 4         | ausgeschieden | ausgeschieden | ausgeschieden | ausgeschieden | ausgeschieden | ausgeschieden | ausgeschieden | ausgeschieden | ausgeschieden |
| Lily Zhang Ariel Hsing Erica Wu | Mannschaft | –             | –             | Japan           | 0 – 3         | –             | –             | –             | –             | –             | –             | ausgeschieden | ausgeschieden | ausgeschieden | ausgeschieden | ausgeschieden | ausgeschieden |               |
| Männer                          |            |               |               |                 |               |               |               |               |               |               |               |               |               |               |               |               |               |               |
| Timothy Wang                    | Einzel     | Kim Song Nam  | 0 – 4         | ausgeschieden   | ausgeschieden | ausgeschieden | ausgeschieden | ausgeschieden | ausgeschieden | ausgeschieden | ausgeschieden | ausgeschieden | ausgeschieden | ausgeschieden | ausgeschieden | ausgeschieden | ausgeschieden | ausgeschieden |

### Trampolinturnen
| Athleten          | Wettbewerb | Qualifikation | Qualifikation | Finale        | Finale        | Rang |
| Athleten          | Wettbewerb | Punkte        | Rang          | Punkte        | Rang          | Rang |
| ----------------- | ---------- | ------------- | ------------- | ------------- | ------------- | ---- |
| Frauen            |            |               |               |               |               |      |
| Savannah Vinsant  | Einzel     | 101,355       | 7             | 54,965        | 6             | 6    |
| Männer            |            |               |               |               |               |      |
| Steven Gluckstein | Einzel     | 61,020        | 16            | ausgeschieden | ausgeschieden | 16   |

### Triathlon
| Athleten       | Wettbewerb | Zeit      | Rang |
| -------------- | ---------- | --------- | ---- |
| Frauen         |            |           |      |
| Sarah Groff    | Einzel     | 2:00:00 h | 4    |
| Gwen Jorgensen | Einzel     | 2:06:34 h | 38   |
| Laura Bennett  | Einzel     | 2:02:17 h | 17   |
| Männer         |            |           |      |
| Manuel Huerta  | Einzel     | 1:53:39 h | 51   |
| Hunter Kemper  | Einzel     | 1:48:46 h | 14   |

### Turnen
Nationaler Spitzenverband (sole national governing body for the sport of gymnastics in the United States): United States of America Gymnastics
| Frauen                                                                      |                      |         |   |               |               |                           |               |               |               |               |
| Gabrielle Douglas                                                           | Mehrkampf Einzel     | 60,265  | 3 | 62,232        | 1             | Goldmedaille – 1. Platz   |               |               |               |               |
| Alexandra Raisman                                                           | Mehrkampf Einzel     | 60,391  | 2 | 59,566        | 4             | 4                         |               |               |               |               |
| Jordyn Wieber                                                               | Mehrkampf Einzel     | 60,032  | 4 | ausgeschieden | ausgeschieden | ausgeschieden             | ausgeschieden | ausgeschieden | ausgeschieden | ausgeschieden |
| McKayla Maroney                                                             | Sprung               | 15,800  | 1 | 15,083        | 2             | Silber                    |               |               |               |               |
| Gabrielle Douglas                                                           | Stufenbarren         | 15,333  | 6 | 14,900        | 8             | 8                         |               |               |               |               |
| Gabrielle Douglas                                                           | Schwebebalken        | 15,266  | 3 | 13,633        | 7             | 7                         |               |               |               |               |
| Alexandra Raisman                                                           | Schwebebalken        | 15,100  | 5 | 15,066        | 3             | Bronze                    |               |               |               |               |
| Alexandra Raisman                                                           | Boden                | 15,325  | 1 | 15,600        | 1             | Gold                      |               |               |               |               |
| Jordyn Wieber                                                               | Boden                | 14,666  | 6 | 14,500        | 7             | 7                         |               |               |               |               |
| Gabrielle Douglas McKayla Maroney Alexandra Raisman Kyla Ross Jordyn Wieber | Mehrkampf Mannschaft | 181,863 | 1 | 183,596       | 1             | Goldmedaille – 1. Platz   |               |               |               |               |
| Männer                                                                      |                      |         |   |               |               |                           |               |               |               |               |
| Danell Leyva                                                                | Mehrkampf Einzel     | 91,265  | 1 | 90,698        | 3             | Bronzemedaille – 3. Platz |               |               |               |               |
| John Orozco                                                                 | Mehrkampf Einzel     | 90,597  | 4 | 89,331        | 8             | 8                         |               |               |               |               |
| Jacob Dalton                                                                | Boden                | 15,633  | 4 | 15,333        | 5             | 5                         |               |               |               |               |
| Samuel Mikulak                                                              | Sprung               | 16,300  | 4 | 16,050        | 5             | 5                         |               |               |               |               |
| Danell Leyva                                                                | Reck                 | 15,866  | 3 | 15,833        | 5             | 5                         |               |               |               |               |
| Jonathan Horton                                                             | Reck                 | 15,566  | 5 | 15,466        | 6             | 6                         |               |               |               |               |
| Jacob Dalton Jonathan Horton Danell Leyva Samuel Mikulak John Orozco        | Mehrkampf Mannschaft | 275,342 | 1 | 269,952       | 5             | 5                         |               |               |               |               |

### Volleyball
| Wettbewerb    | Frauen | Männer |
| ------------- | --- | --- |
| Athleten      | Danielle Scott-Arruda Tayyiba Haneef-Park Lindsey Berg Tamari Miyashiro Nicole Davis Jordan Larson Megan Hodge Christa Harmotto Logan Tom Foluke Akinradewo Courtney Thompson Destinee Hooker | Matthew Anderson Sean Rooney David Lee Richard Lambourne Paul Lotman Donald Suxho William Priddy Brian Thornton Russell Holmes Clayton Stanley David Smith David McKienzie |
| Trainer       | Hugh McCutcheon | Alan Knipe |
| Gruppenphase  | Südkorea (3:1) Brasilien (3:1) Volksrepublik China (3:0) Serbien (3:0) Türkei (3:0) | Serbien (3:0) Deutschland (3:0) Brasilien (3:1) Russland (2:3) Tunesien (3:0)                                                                                              |
| Viertelfinale | Dominikanische Republik (3:0) | Italien (0:3) |
| Halbfinale    | Südkorea (3:0) | – |
| Finale        | Brasilien (1:3) | – |
| Platzierung   | Silber | 5 |

### Wasserball
| Wettbewerb         | Frauen | Männer |
| ------------------ | --- | --- |
| Athleten           | Tumua Anae Betsey Armstrong Kami Craig Annika Dries Courtney Mathewson Heather Petri Kelly Rulon Melissa Seidemann Jessica Steffens Maggie Steffens Brenda Villa Lauren Wenger Elsie Windes | Merrill Moses Layne Beaubien Shea Buckner Adam Wright Peter Varellas Jesse Smith Jeff Powers John Mann Chay Lapin Peter Hudnut Ryan Bailey Tony Azevedo Tim Hutten |
| Trainer            | Adam Krikorian | Terry Schroeder |
| Gruppenphase       | Ungarn (14:13) Spanien (9:9) Volksrepublik China (7:6) | Montenegro (8:7) Rumänien (10:8) Großbritannien (13:7) Serbien (6:11) Ungarn (6:11)                                                                                |
| Viertelfinale      | Italien (9:6) | Kroatien (2:8) |
| Platzierungsspiele | – | Spanien (7:8) Spiel um Platz 7: Australien (9:10) |
| Halbfinale         | Australien (11:9) | ausgeschieden |
| Finale             | Spanien (8:5) | ausgeschieden |
| Platzierung        | Gold | 8 |

### Wasserspringen
| Athleten                   | Wettbewerb            | Vorkampf | Vorkampf | Halbfinale | Halbfinale | Finale | Finale | Rang                      |
| Athleten                   | Wettbewerb            | Punkte   | Rang     | Punkte     | Rang       | Punkte | Rang   | Rang                      |
| -------------------------- | --------------------- | -------- | -------- | ---------- | ---------- | ------ | ------ | ------------------------- |
| Frauen                     |                       |          |          |            |            |        |        |                           |
| Cassidy Krug               | Kunstspringen 3 m     | 320,10   | 10       | 345,60     | 5          | 342,85 | 7      | 7                         |
| Christina Loukas           | Kunstspringen 3 m     | 330,45   | 7        | 339,75     | 6          | 332,10 | 8      | 8                         |
| Katherine Bell             | Turmspringen 10 m     | 326,95   | 9        | 296,80     | 16         | –      | –      | 16                        |
| Brittany Viola             | Turmspringen 10 m     | 322,55   | 14       | 300,50     | 15         | –      | –      | 15                        |
| Kelci Bryant Abby Johnston | Synchronspringen 3 m  | –        | –        | –          | –          | 321,90 | 2      | Silbermedaille – 2. Platz |
| Männer                     |                       |          |          |            |            |        |        |                           |
| Christopher Colwill        | Kunstspringen 3 m     | 461,35   | 7        | 339,80     | 18         | –      | –      | 18                        |
| Troy Dumais                | Kunstspringen 3 m     | 486,60   | 3        | 490,55     | 5          | 498,35 | 5      | 5                         |
| David Boudia               | Turmspringen 10 m     | 439,15   | 18       | 531,15     | 3          | 568,65 | 1      | Goldmedaille – 1. Platz   |
| Nick McCrory               | Turmspringen 10 m     | 480,90   | 8        | 506,50     | 7          | 505,40 | 9      | 9                         |
| Troy Dumais Kristian Ipsen | Synchronspringen 3 m  | –        | –        | –          | –          | 446,70 | 3      | Bronzemedaille – 3. Platz |
| David Boudia Nick McCrory  | Synchronspringen 10 m | –        | –        | –          | –          | 463,47 | 3      | Bronzemedaille – 3. Platz |